# Los Colomos

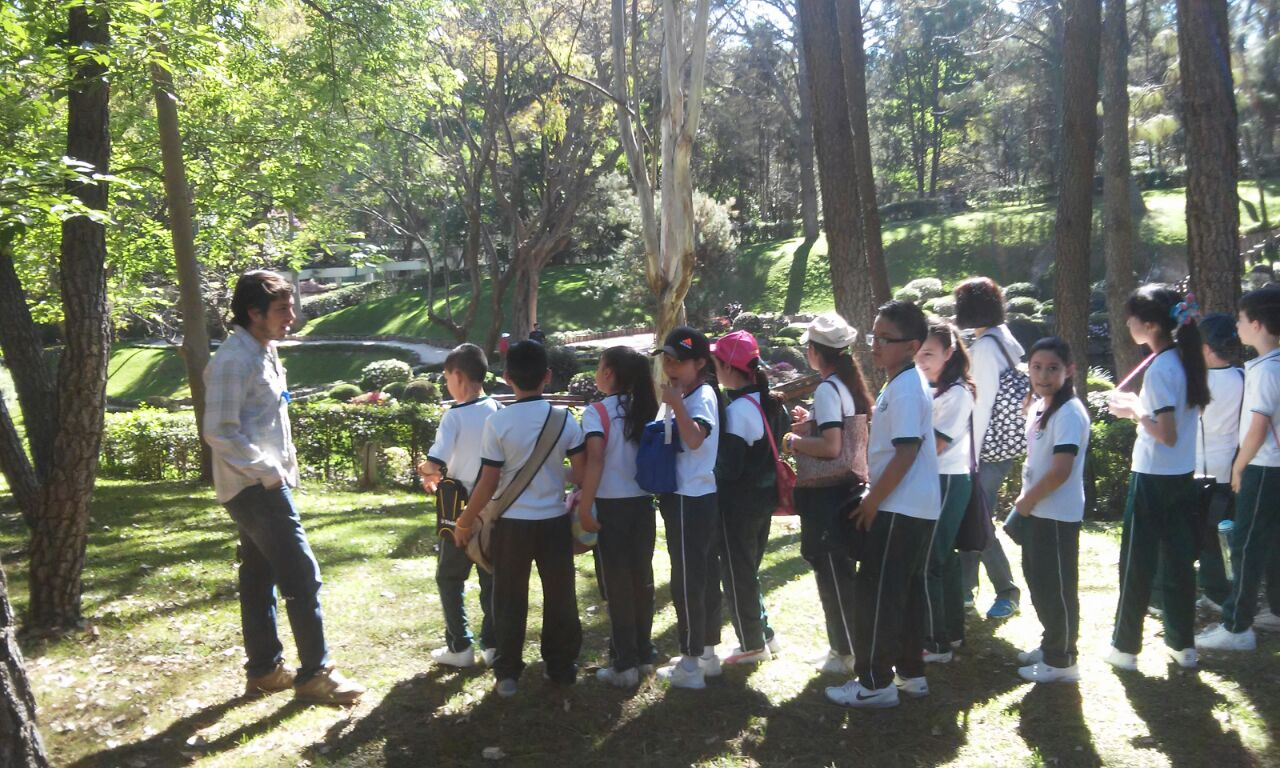
Sendero Interpretativo de Educación Ambiental

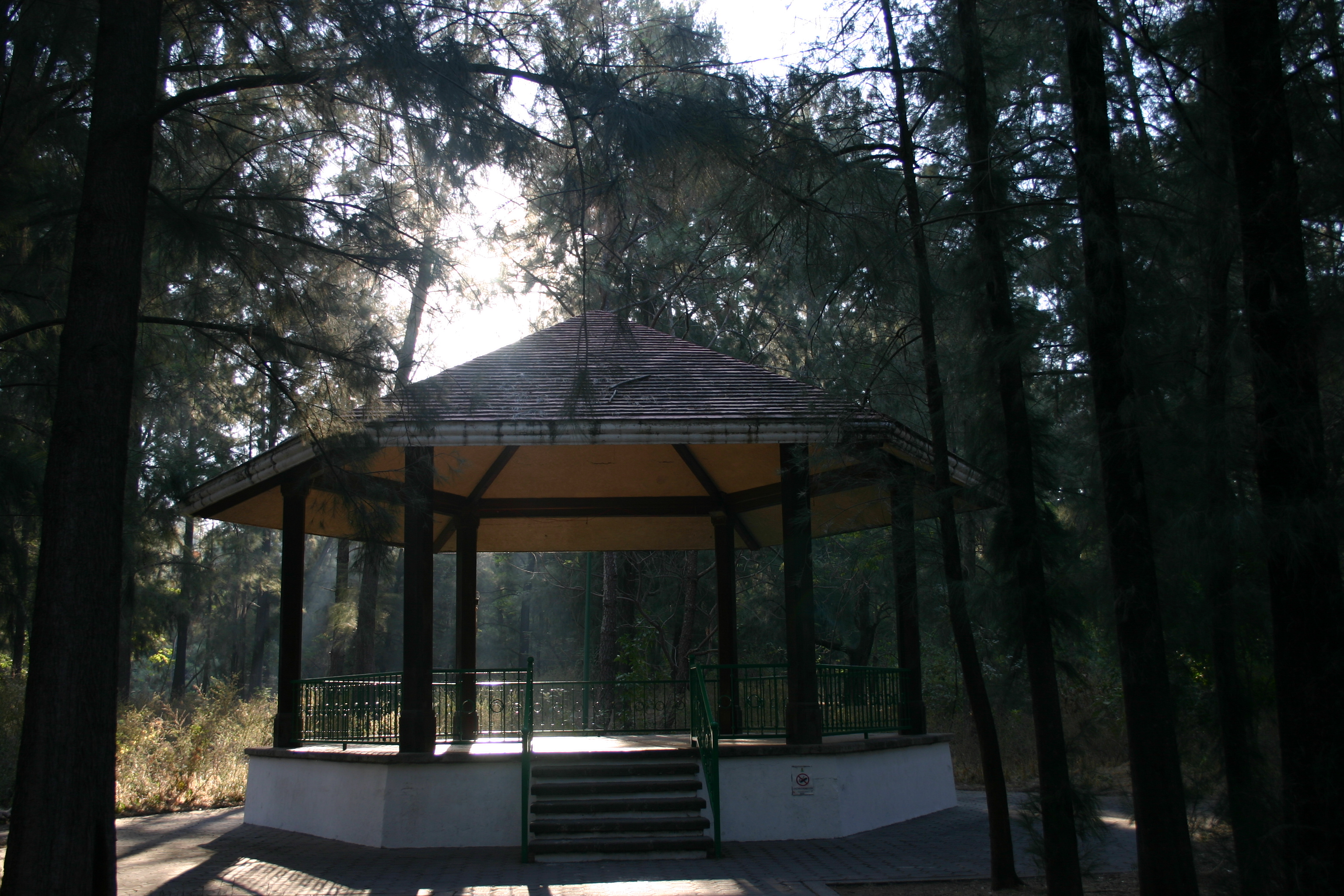
Quiosco en Los Colomos

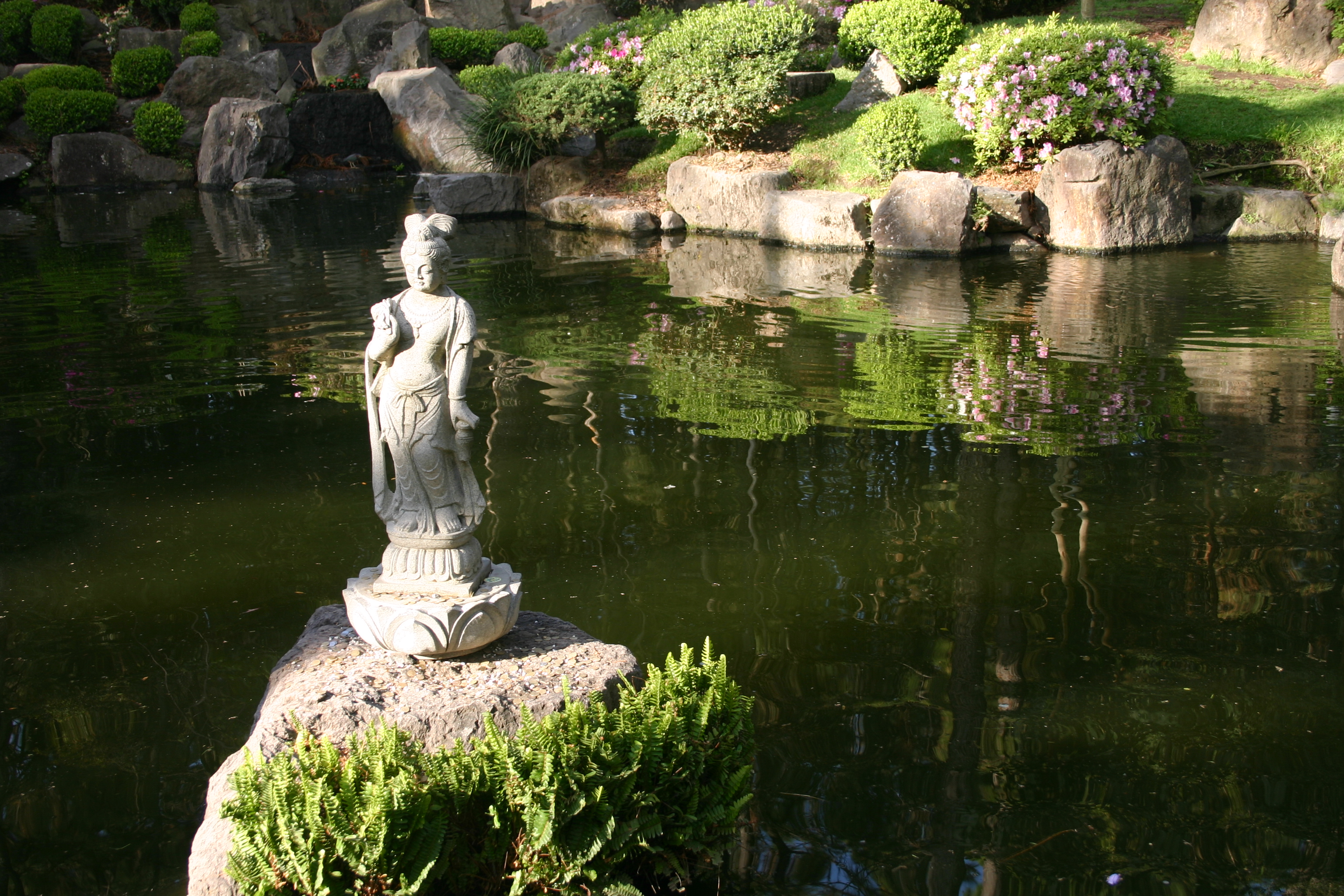
Jardín Japonés

El Bosque Los Colomos es un bosque urbano al noroeste de la ciudad de Guadalajara, capital del estado mexicano de Jalisco.  El bosque se encuentra en los límites de Guadalajara y Zapopan, formando uno de los pulmones de la Zona Metropolitana de Guadalajara. En este parque hay varias atracciones desde lagos con patos, un jardín japonés, recorridos, pistas de correr, zona de pícnic y un centro cultural. Forma parte de la Agencia Metropolitana de Bosques Urbanos del AMG.  
El Bosque Los Colomos es un bosque urbano resultado de la transformación y explotación del bosque autóctono original cuya madera se utilizó para la construcción de la ciudad. A finales del siglo XIX, los recursos acuíferos empezaron a ser insuficientes para la Ciudad de Guadalajara, que en la época se captaban de los manantiales de los Colli. Ante esta situación, a finales del siglo XIX, el gobierno buscó alternativas para cubrir la creciente demanda hidráulica de la ciudad.  En 1893 se inició el proyecto de construcción de las instalaciones para distribución de agua potable para la ciudad de Guadalajara. Se trataba de captar diferentes recursos acuíferos para distribuir agua potable a la ciudad.
El Bosque de Los Colomos se encuentra ubicado en el municipio de Guadalajara y representa una pequeña porción de naturaleza enclavada en una gran zona urbana. La Casa, conocida como El Castillo, se encuentra dentro del parque. El Castillo y las instalaciones de servicio de agua potable son obra del Ing. Agustín V. Pascal, comenzadas en 1898 e inauguradas en 1902. Estas instalaciones de agua potable captaron tanto agua de las manantiales de los Colli como de Los Colomos. El Castillo fungió como centro de administración del agua. Estas instalaciones suministraron agua potable a la Ciudad de Guadalajara hasta mediados de la década de 1960. Actualmente Los Colomos siguen surtiendo agua potable a colonias vecinas al parque.
El Castillo, que fue sede de la administración de las aguas y obras hidráulicas de Los Colomos, actualmente funciona como Casa de la Cultura, en donde se imparten clases de dibujo, pintura, escultura, baile folklórico para niños y adultos, conferencias, proyecciones cinematográficas, obras de teatro, conciertos y exposiciones diversas. Desde 2007, el Bosque Los Colomos es una zona hidrológica protegida. Cuenta con actividades para concientizar al público sobre la importancia que tiene la conservación del Parque. El Parque recibe también grupos escolares para efectuar recorridos guiados, interpretativos, y hacer campamentos educativos que se llevan a cabo en el área del CECA (Centro de Educación y Cultura Ambiental) y que tienen por finalidad dar a conocer la Historia del Bosque Los Colomos y concientizar a los ciudadanos que los servicios naturales de Los Colomos son indispensables para la Zona Metropolitana de Guadalajara.
El 17 de marzo de 2018, Bosque los Colomos recibió su primer certificación a nivel nacional como "Centro de Educación y Cultura Ambiental Comprometido con el Ambiente" por parte de la SEMARNAT (Secretaría de Medio Ambiente y Recursos Naturales). Actualmente el Centro de Educacion y Cultura Ambiental es de caracter Metropolitano (CECAM), por lo que el rango de sus actividades se amplia a los 13 espacios que la Agencia administra en los 9 municipios conurbados. Ver Publicación

## Historia

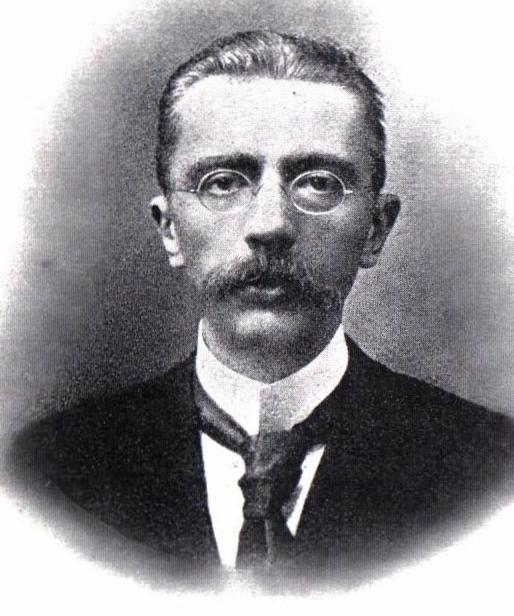
Agustín V. Pascal circa 1915.

En 1893, siendo Gobernador del Estado el General Luis del Carmen Curiel, se presentó un proyecto por el Ing. Gabriel Castaños para abastecer a Guadalajara de los manantiales de los Colli. Sin embargo, a pesar de que el Ing. Castaños comenzó las obras, resultó que su proyecto no podría proporcionar la cantidad de agua que había prometido y tuvo que renunciar, siendo remplazado por el Ing. Ambrosio Ulloa en 1897.
Se consultó al Ing. Agustín V. Pascal en 1898, quién recomendó que las obras de Colli se extendieran hasta la zona hidrológica conocida como Los Colomos, integrada por varios manantiales, quién aplicó al proyecto la corriente urbanística y arquitectónica de la reciente Exposición Mundial Colombina de Chicago de 1893. El Ing. Agustín V. Pascal explicó que para poder aprovechar los manantiales de los Colomos era necesario utilizar bombas para elevarlos unos 400 metros y que así pudieran juntarse con los del Colli. Para este fin investigó cuáles serían las bombas más adecuadas tomando en consideración lo siguiente: 
1. Que el rendimiento mecánico sea bueno en la práctica
2. Que la máquina sea muy sólida y difícil de deteriorarse
3. Que la construcción sea sencilla de manera que los desperfectos que hubiese se noten desde luego y sean fáciles de reparar con elementos locales
4. Que no necesite ninguna atención por parte de la persona que las maneje ni conocimientos especiales, guiándose solamente por un corto número de reglas prácticas
5. Que la instalación sea económica
Estudió la maquinaria que se había utilizado en otros lugares de la República Mexicana con propósitos similares en México, Pachuca y Real del Monte. Concluyó que la bomba que se usaba en la mina de San Rafael en Pachuca funcionaba muy bien y era de válvulas grandes.  También pidió la opinión de otros ingenieros como a Carlos F. Landero, Raúl Prieto y Roberto Muñoz quienes ya habían realizado estudios sobre el desagüe de las minas de Pachuca y Real del Monte. El Ing. Pascal decidió que los motores eléctricos más apropiados deberían ser los de la fábrica Allgemeine Elektricitäts-Gesellschaft (AEG) de Alemania:

Las bombas tienen una capacidad de 80 litros por segundo requiriendo motores de unos 77 caballos efectivos cada uno, aportando una potencia teórica de 450 caballos para elevar 250 litros por segundo y de 720 para elevar los 400 que son susceptibles de dar los manantiales.

La energía provenía de una planta hidroeléctrica ubicada en la zona conocida como Las Juntas, que aprovechaba la potencia del río Santiago para producción de electricidad, propiedad del Sr. Schöndube.  En 1902 la Compañía Industrial de Guadalajara adquirió la empresa del Sr. Schöndube con todas sus obligaciones.
Gracias a la electricidad, el agua de los Colomos se elevaría 14 horas por día, pero también se instaló un motor a vapor, en caso de falla de la electricidad, que pudiera mover al menos una de las bombas. Una vez elevada el agua, esta sería transportada por un acueducto que se tuvo que construir también.  
Se utilizaron vías de ferrocarril Decauville Ainé, francés, que eran vías angostas construidas totalmente de hierro, incluyendo los durmientes, lo cual las hacía desplazables . Con este ferrocarril se construyó el puente acueducto, con el cual el transporte de la piedra, el carbón, la leña y los trabajadores fue más fácil. Otro avance tecnológico del proyecto fue el cemento que se utilizó en el recubrimiento de los canales para evitar su desgaste y también de los tanques, impidiendo que el agua y la cal se mezclaran para evitar que el agua perdiera sus propiedades.
Al concluir los trabajos de abastecimiento en 1902, la ciudad habría dispuesto de 46’200,000 litros de agua por día. De este total, 43’200,000 serían proporcionados por los Colomos y solamente 3’000,000 por los manantiales de oriente. Cuando en 1898 fue nombrado como comisionado de introducción del agua el Ing. Agustín V. Pascal proporcionó información sobre los requisitos que debía cumplir toda obra de abastecimiento: 
1. Calidad del agua
2. Que sea captada en los manantiales mismos y que se conduzca a cubierto para impedir que contenga impurezas, por ejemplo las que pueda arrastrar el viento
3. Que tenga aire en solución
El primer requisito fue estudiado por el Profesor Lázaro Pérez, quién manifestó por escrito:

…que dichas aguas reúnen condiciones inmejorables para la salubridad. Por mi parte, los análisis hidrométricos que hice me acusaron siempre de 1 ½ a 2º, es decir pureza de agua de lluvia.

El Ing. Pascal no pensó que fuera necesario aplicar algún tipo de tratamiento para potabilizar el agua, como agregarle cloro.  Solo bastaba con la limpieza de los tanques de almacenamiento, por eso tanto en los Colomos como en San Andrés se construyeron dos tanques areneros, cuyo objetivo era de asentar cualquier sustancia sólida en el fondo del tanque. Esto lo explica el Ing. Pascal en un informe que él rindió:

El agua que penetra en los tanques es muy pura y el sistema seguido para captarla les asegura perfecta limpieza, pudiendo garantizar que llevará en suspensión cuerpos extraños, como arena o piedrecillas si es en casos excepcionales. Suponiendo que alguna vez cayesen arenas o tierra en los tanques esta se asentaría poniéndose en contacto inmediato con el fondo.

El segundo requisito se garantizó tomado el agua directamente de la fuente natural a la tubería, y de esta a las casas de los habitantes. Se utilizaron tubos de hierro cubiertos de barniz impermeable para evitar la oxidación de la tubería. Además, los manantiales de los Colomos presentaban capas de jal y tepetate, capas filtrantes que se encontraban a una distancia conveniente para evitar riesgo de toda impureza antes de que llegara hasta los depósitos.  
Con respecto al tercer requisito, no fue sino hasta 1908 en que se llevó a cabo un análisis químico del agua por el Sr. José Donaciano Morales: “Químico, Catedrático de Farmacia en la Escuela Nacional de Medicina, Miembro del Consejo Superior de Salubridad y Delegado de México en los Congresos Internacionales de Química, Higiene e Hidrología de 1889 en París y de Farmacia en Bruselas en 1897”. El análisis del Sr. Morales dice:

He analizado una muestra de agua remitida y la he encontrado como sigue: agua limpia, incolora, inodora, de sabor de agua potable, no enturbia por la ebullición. Composición química: un litro contiene sulfato de calcio 
(0.003 gramos), carbonato de magnesio (0.017 gramos), carbonato de calcio (0.062 gramos), cloruro de sodio (0.013 gramos), silisa (0.20 gramos), óxido de hierro (0.001 gramos), materia orgánica (no azoada) (0.009 gramos), total substancies disueltas 0.185 gramos. En esta agua no hay nitritos, nitratos ni amoniaco, no está contaminada. Es potable. Firmado – J.D. Morales. Guadalajara, 7 de julio de 1908.

## Flora y Fauna

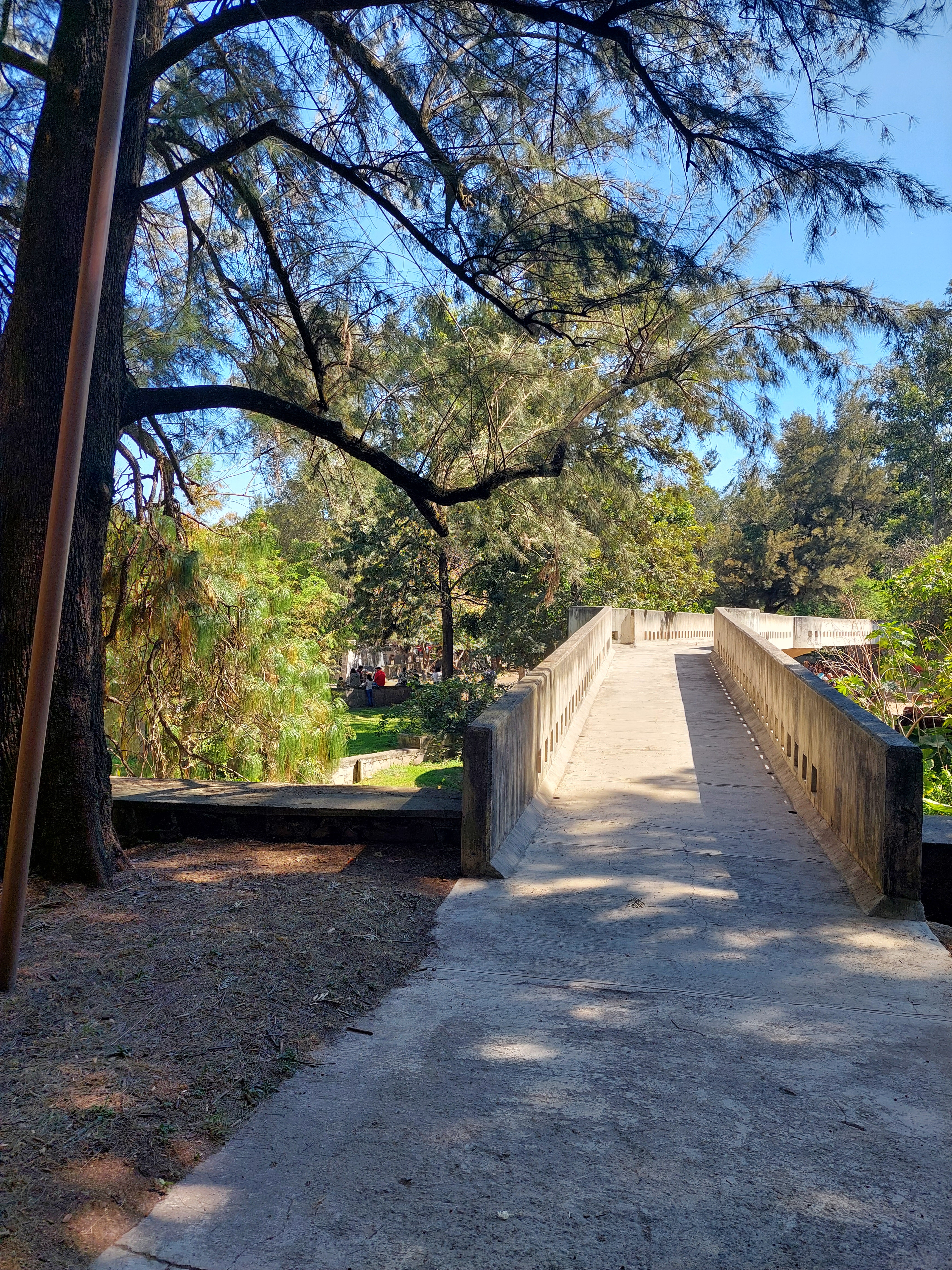
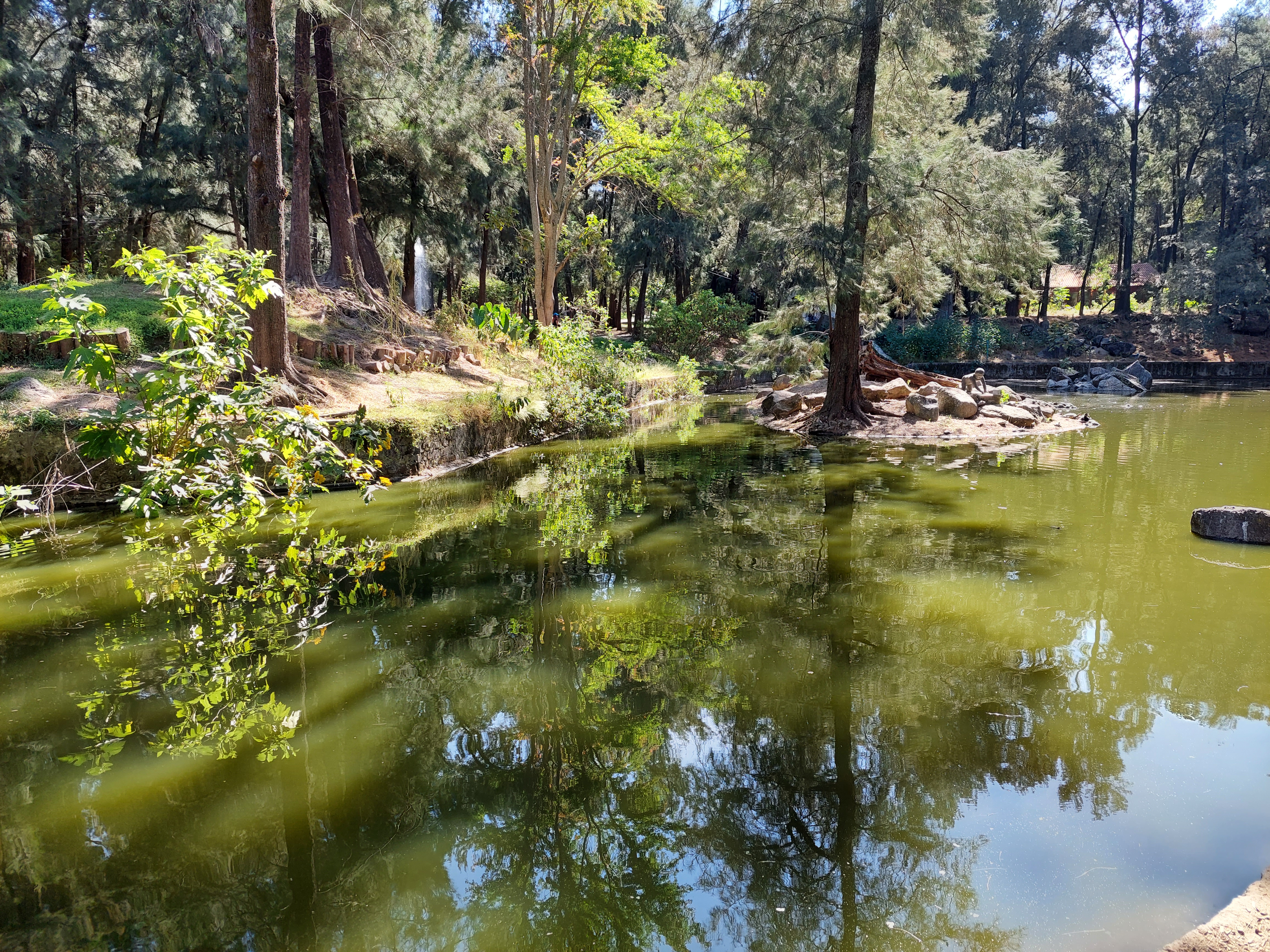
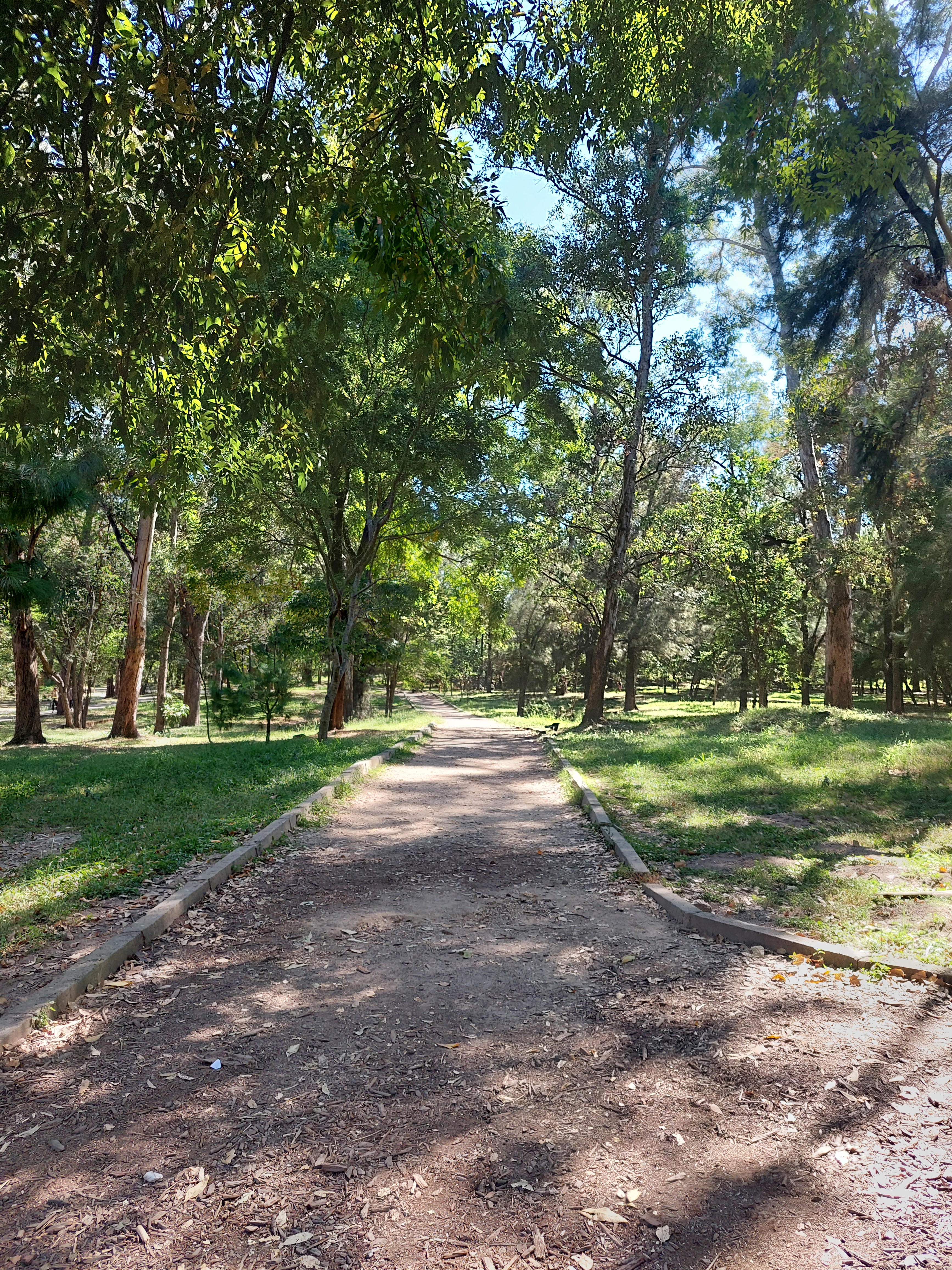
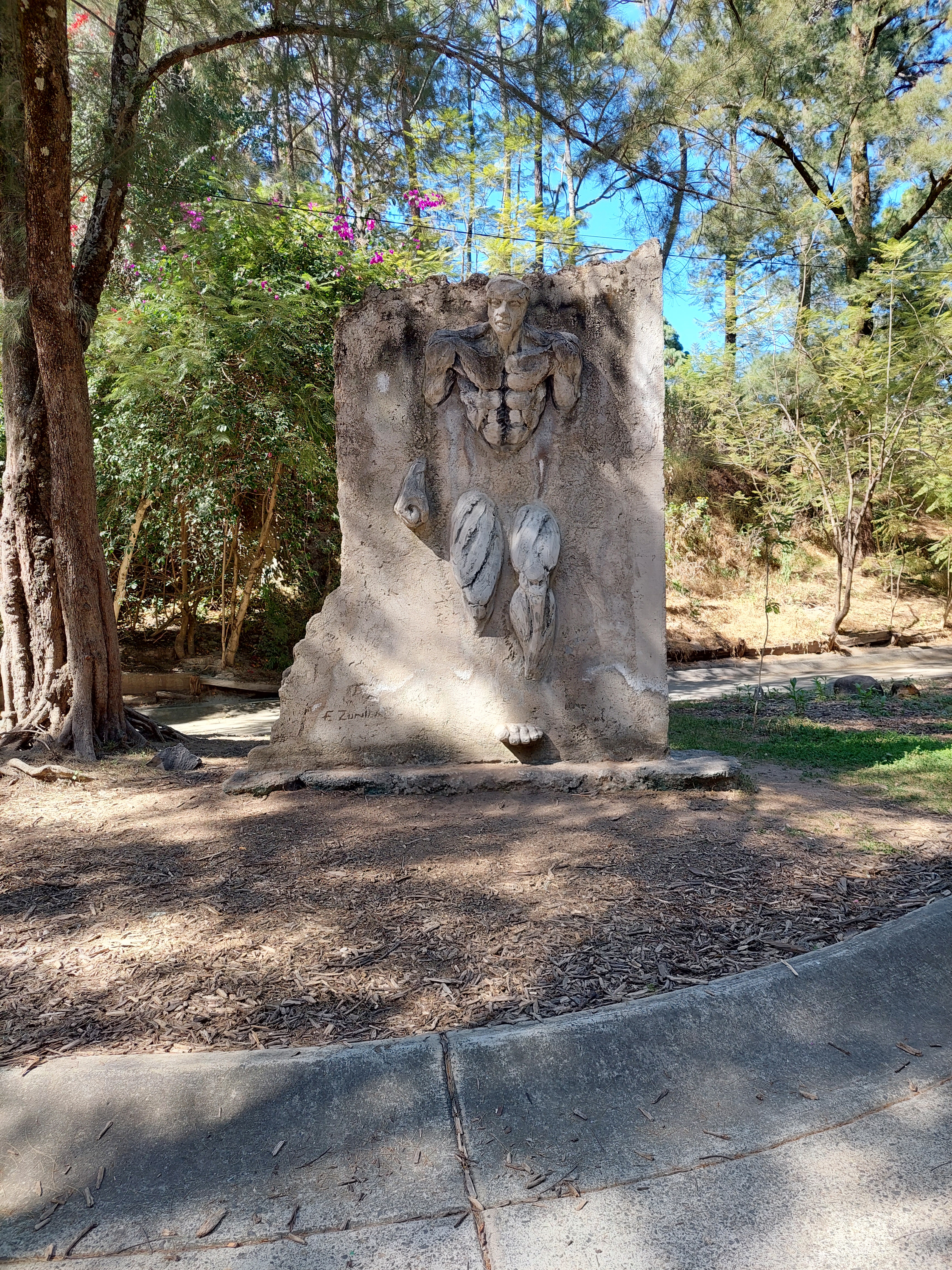
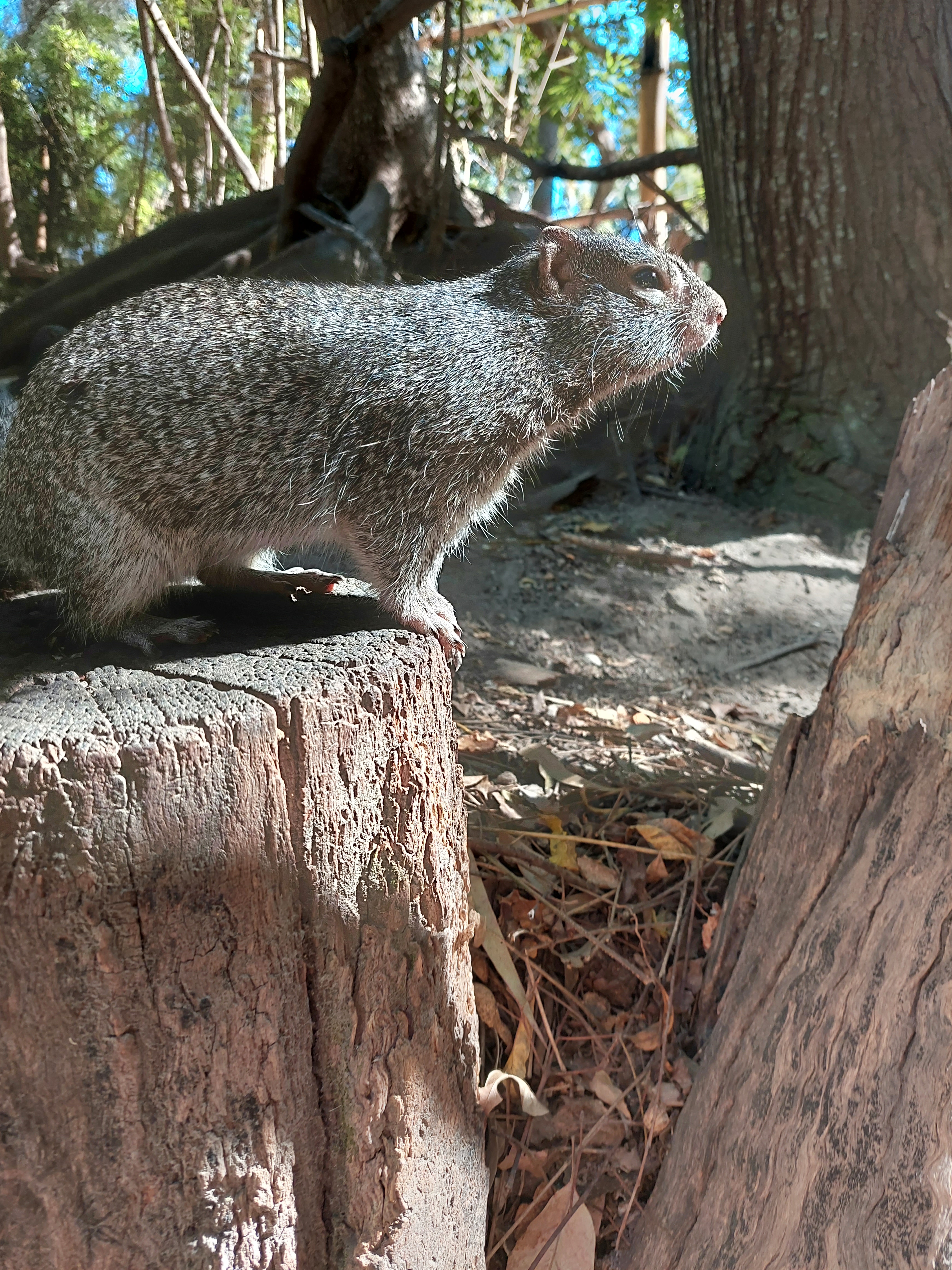
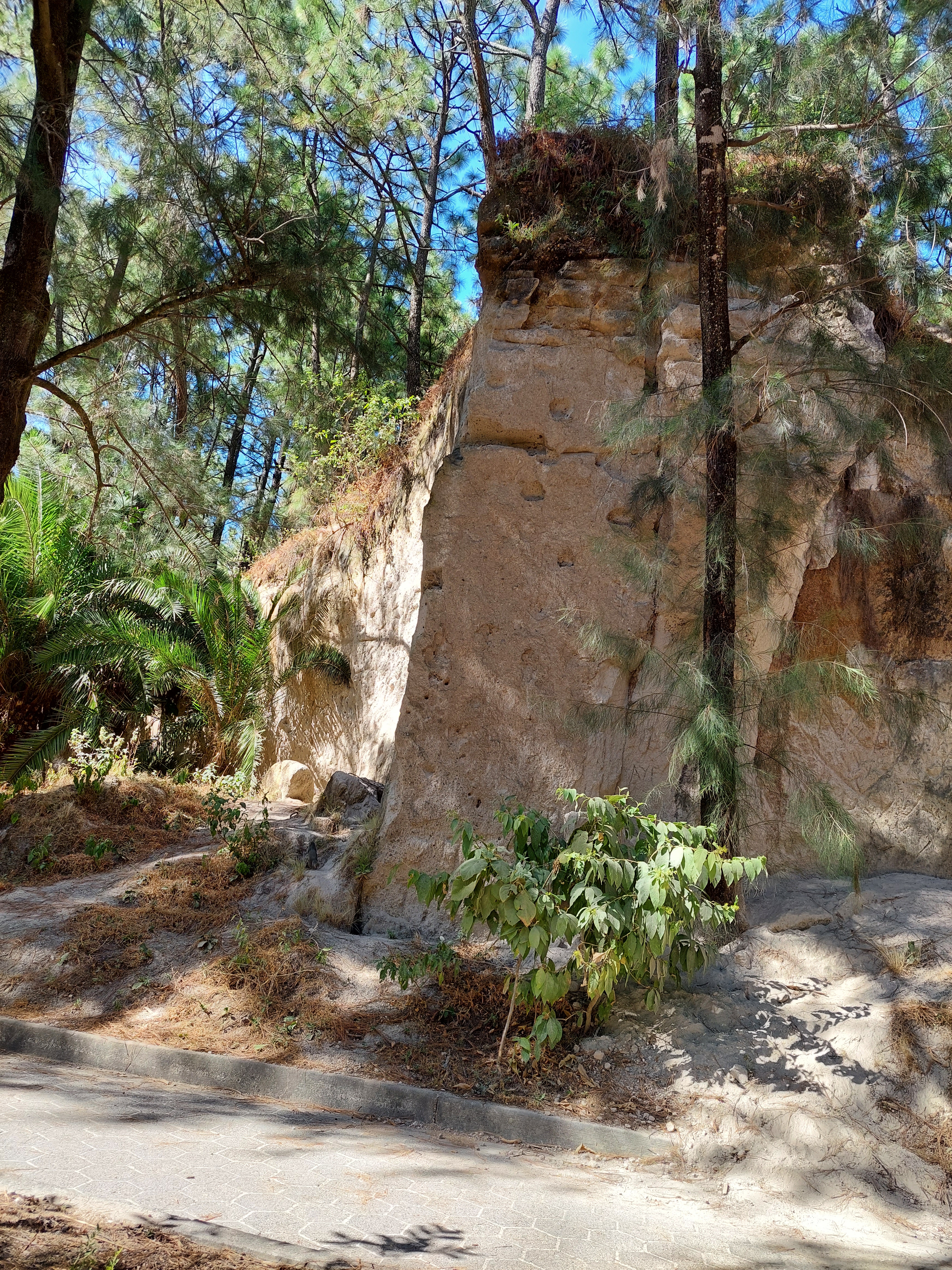
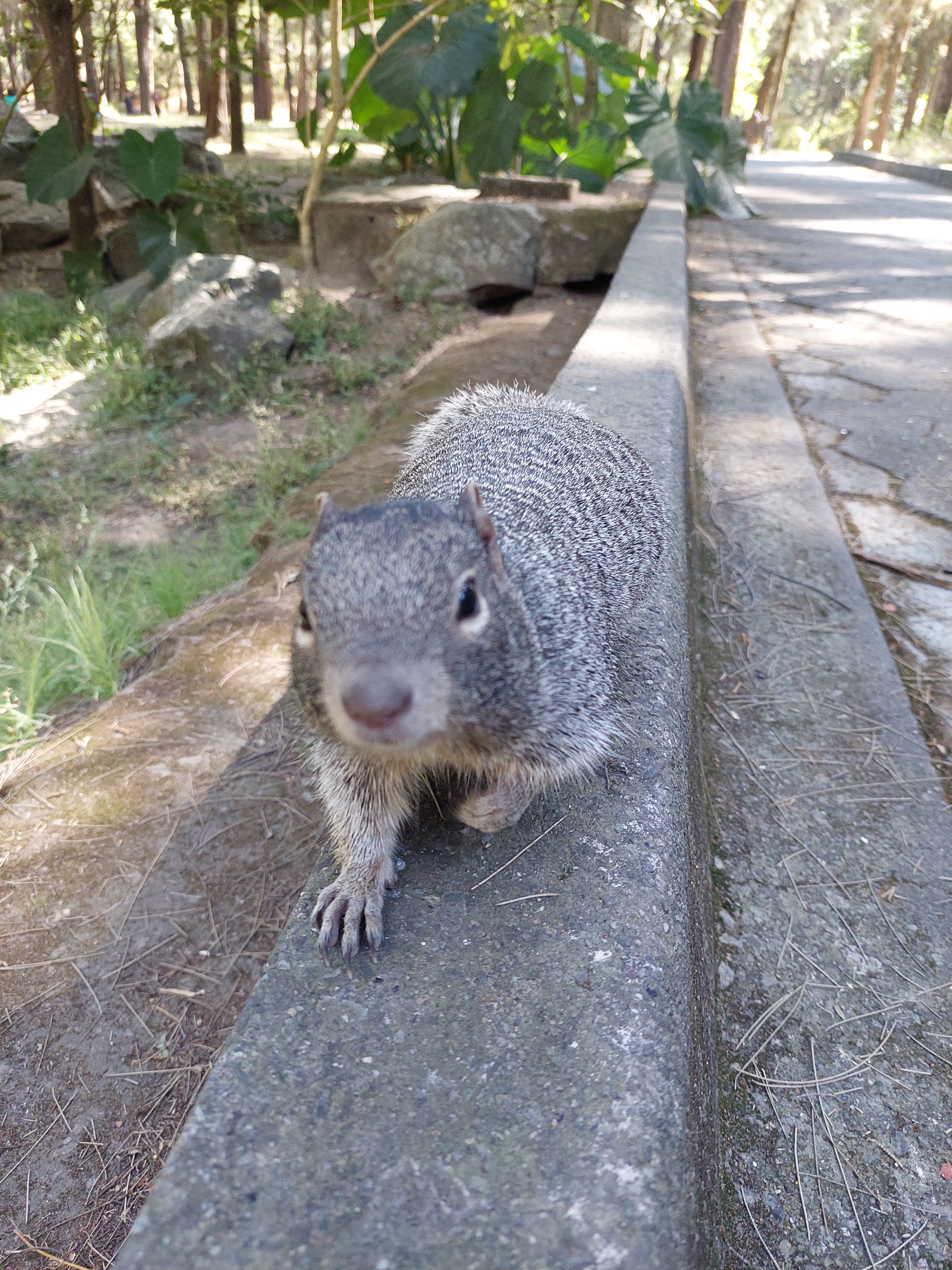
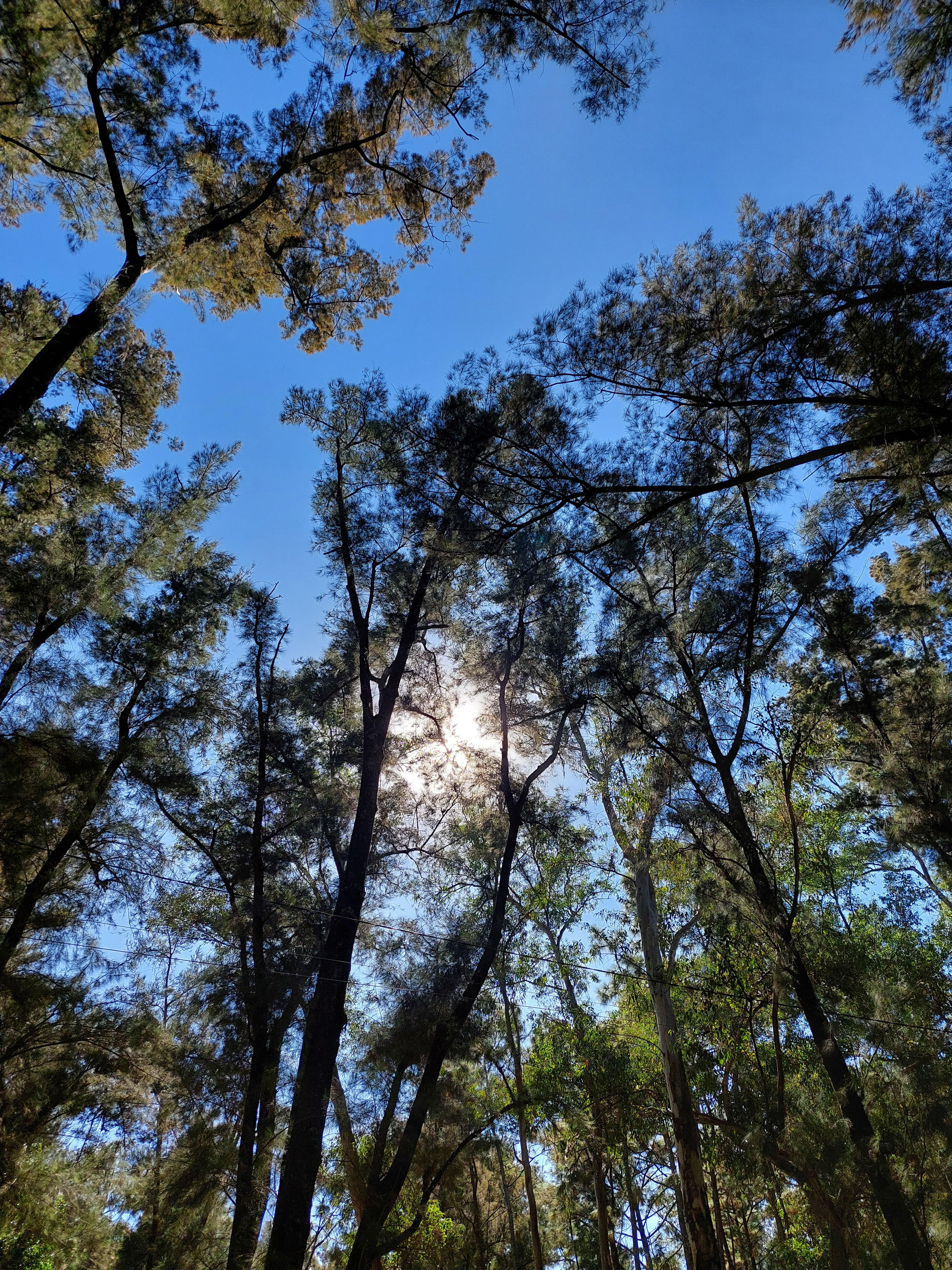
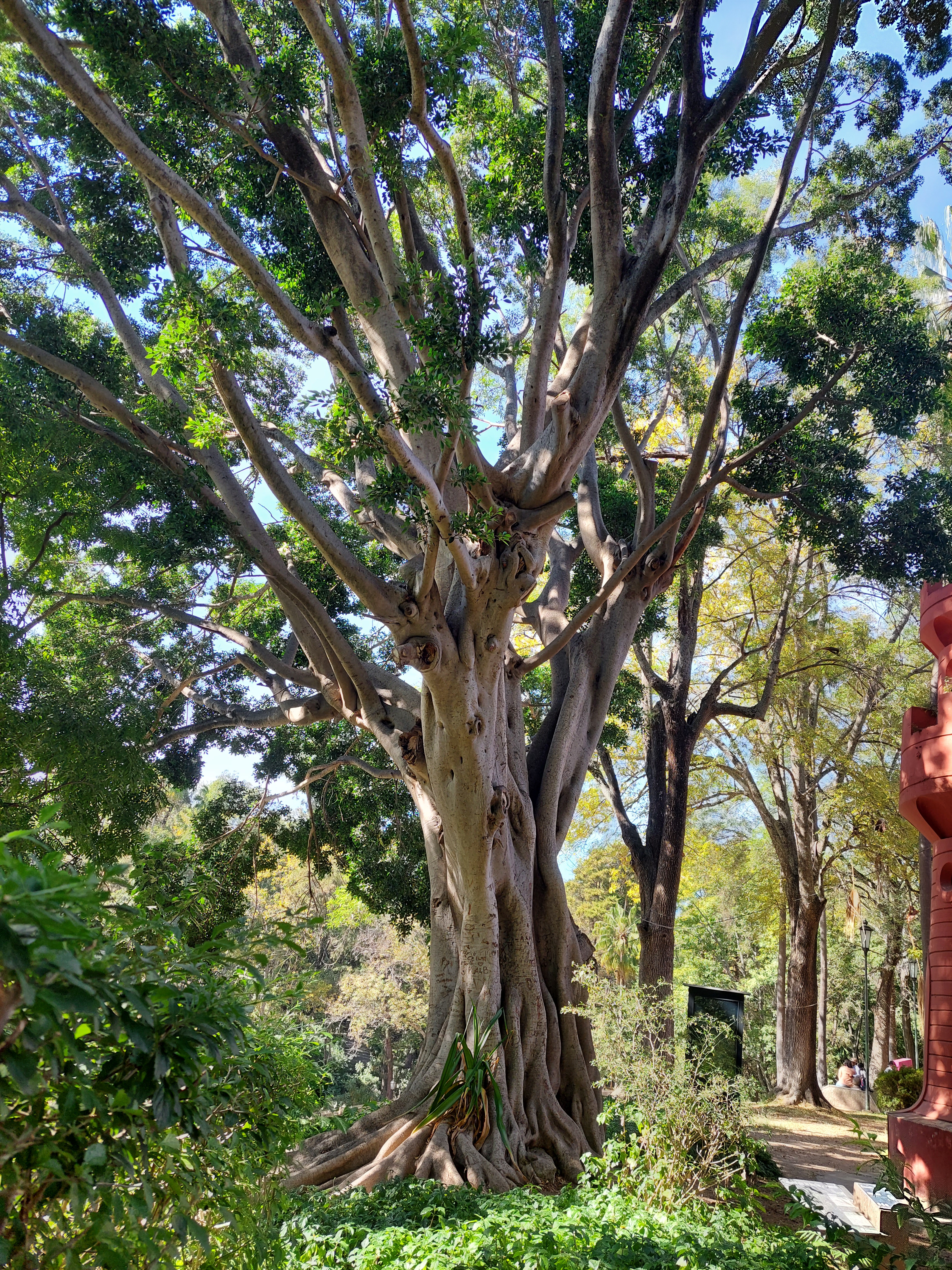
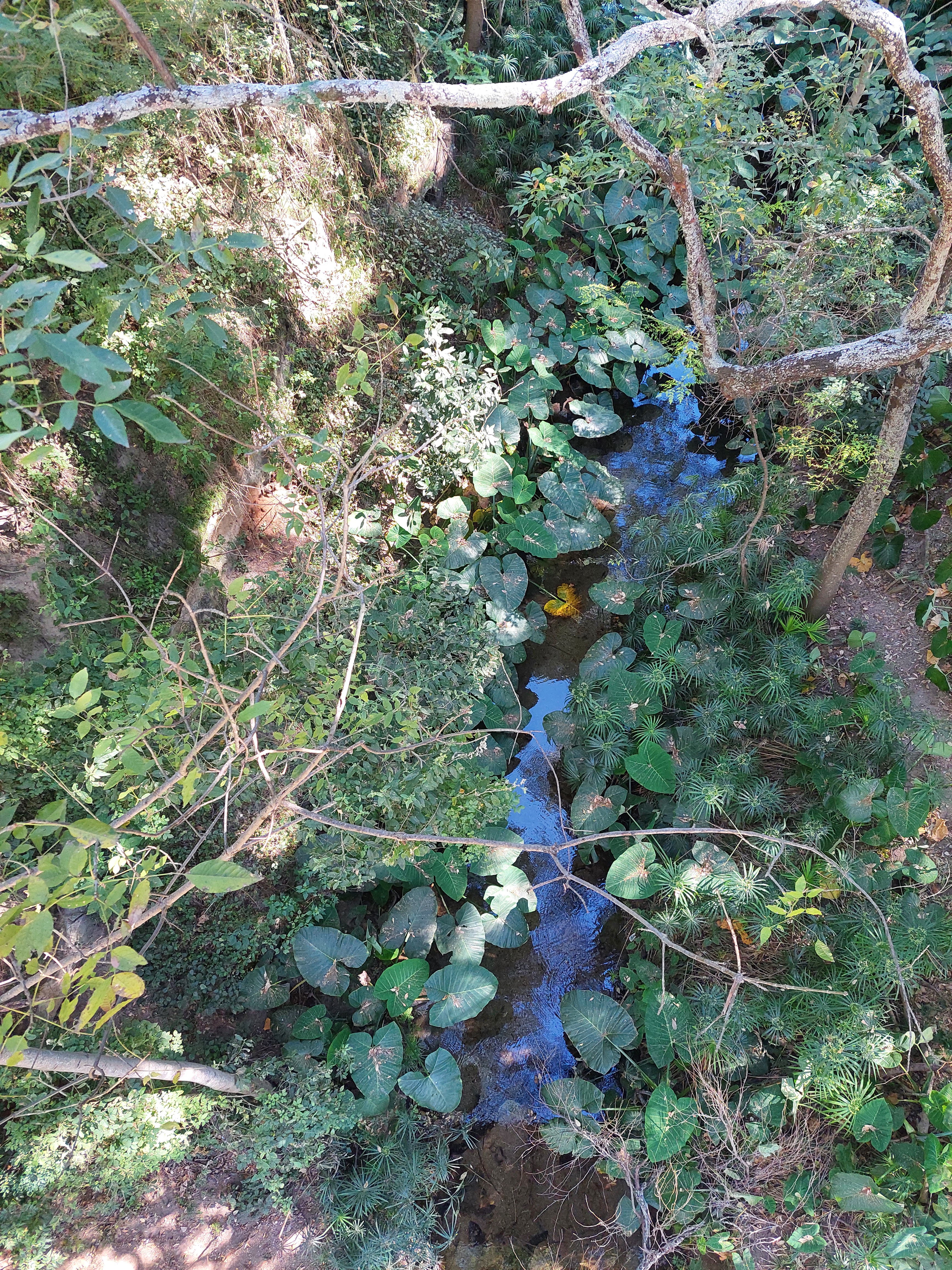
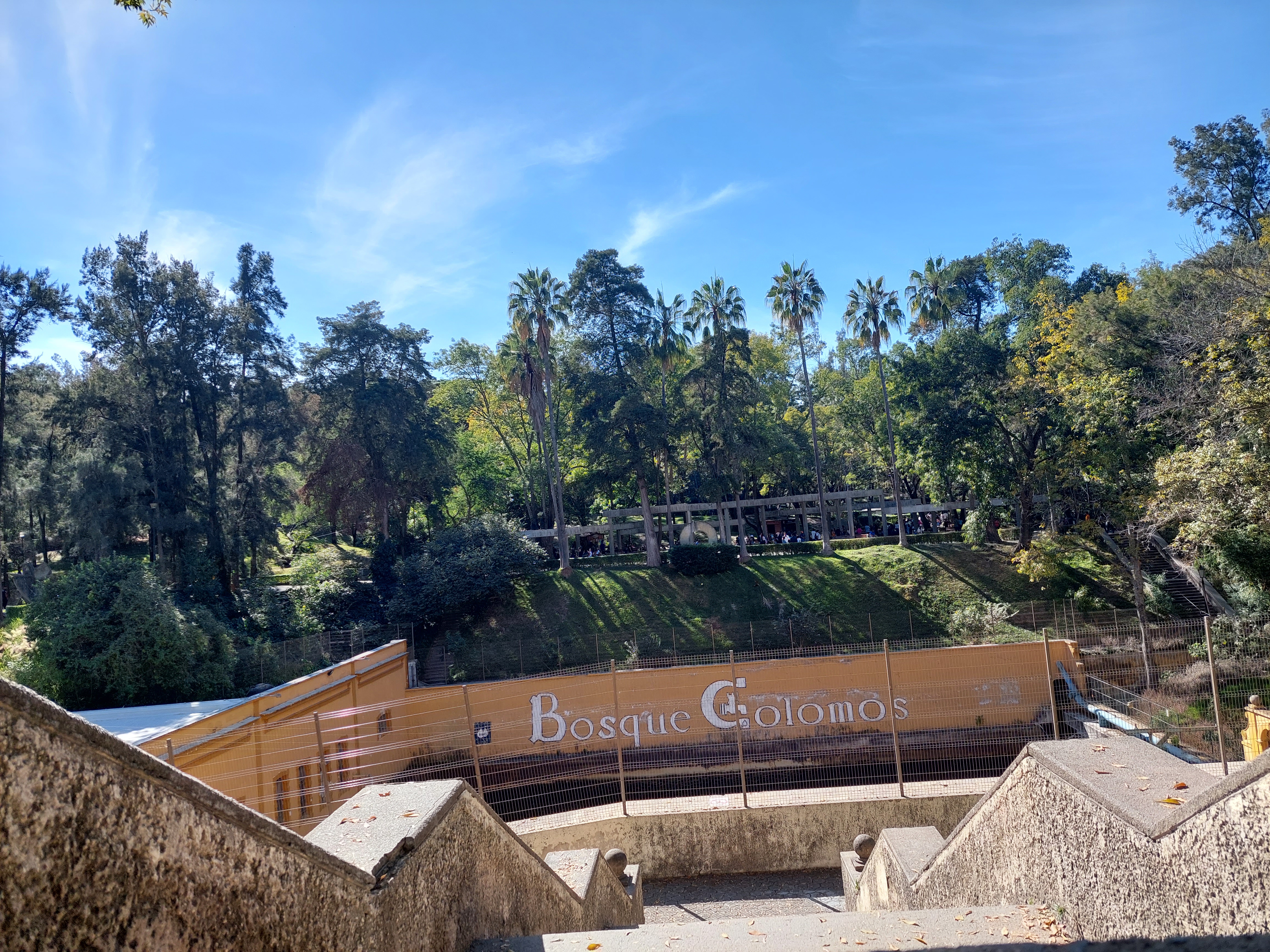
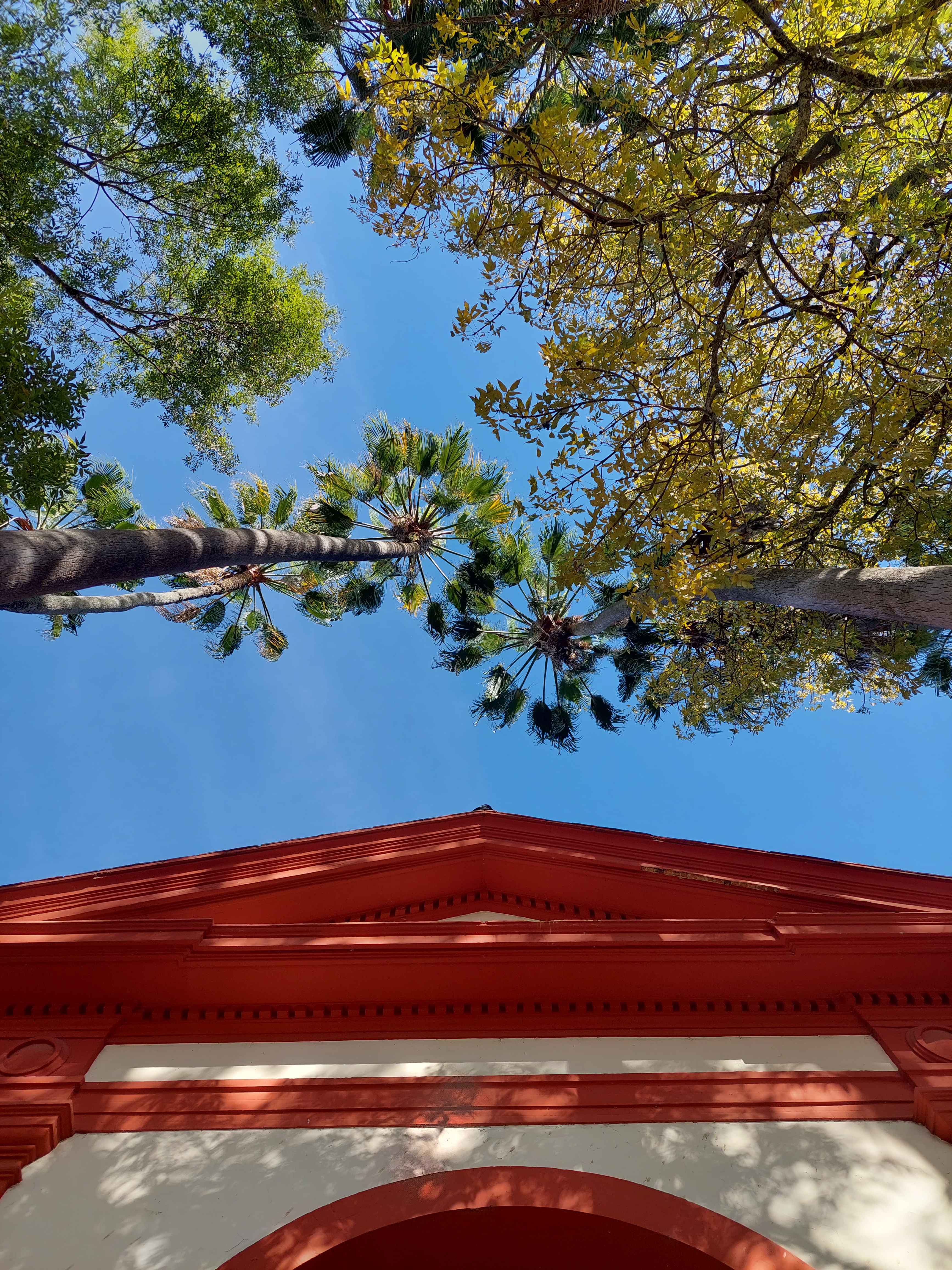
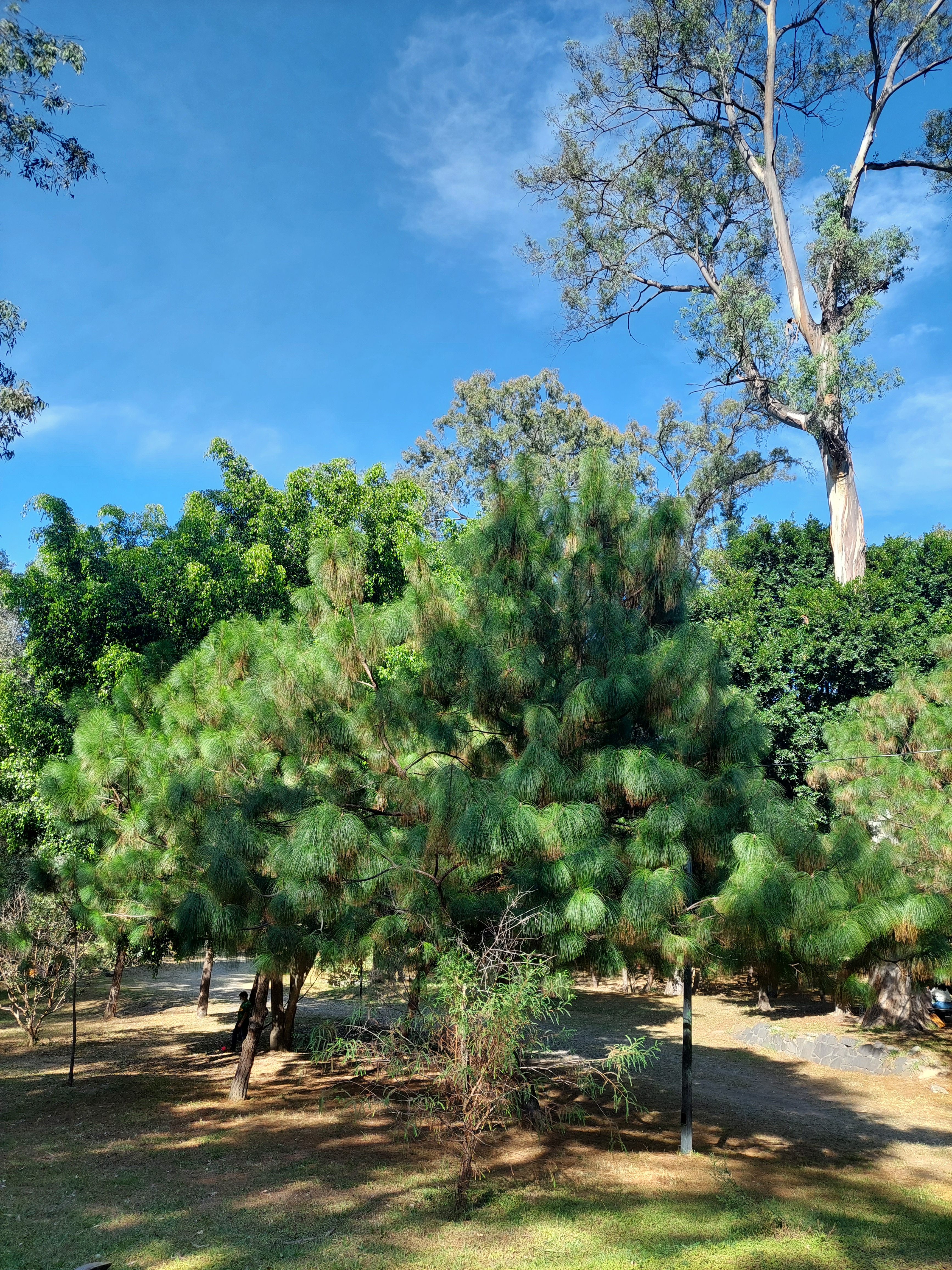
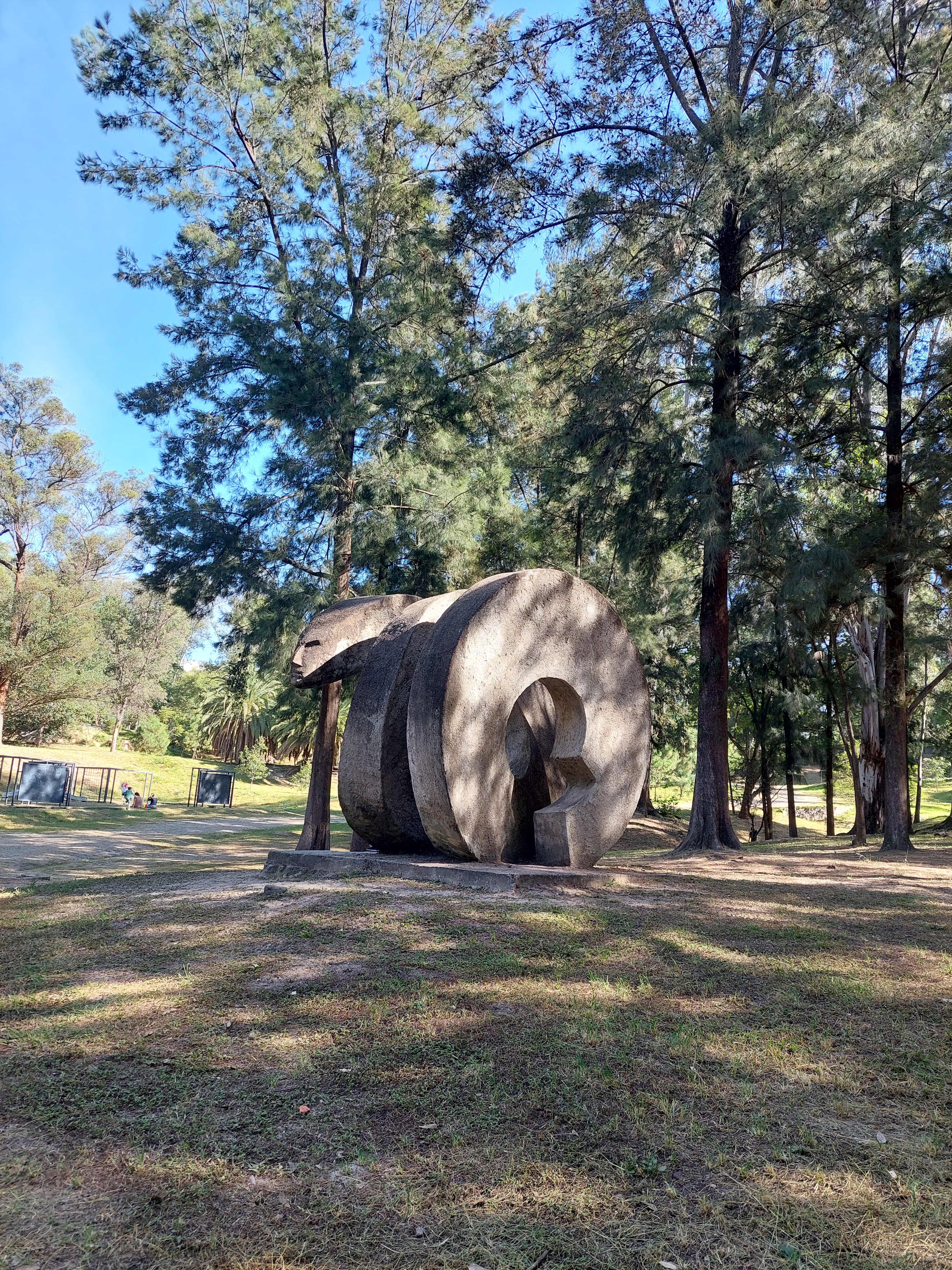
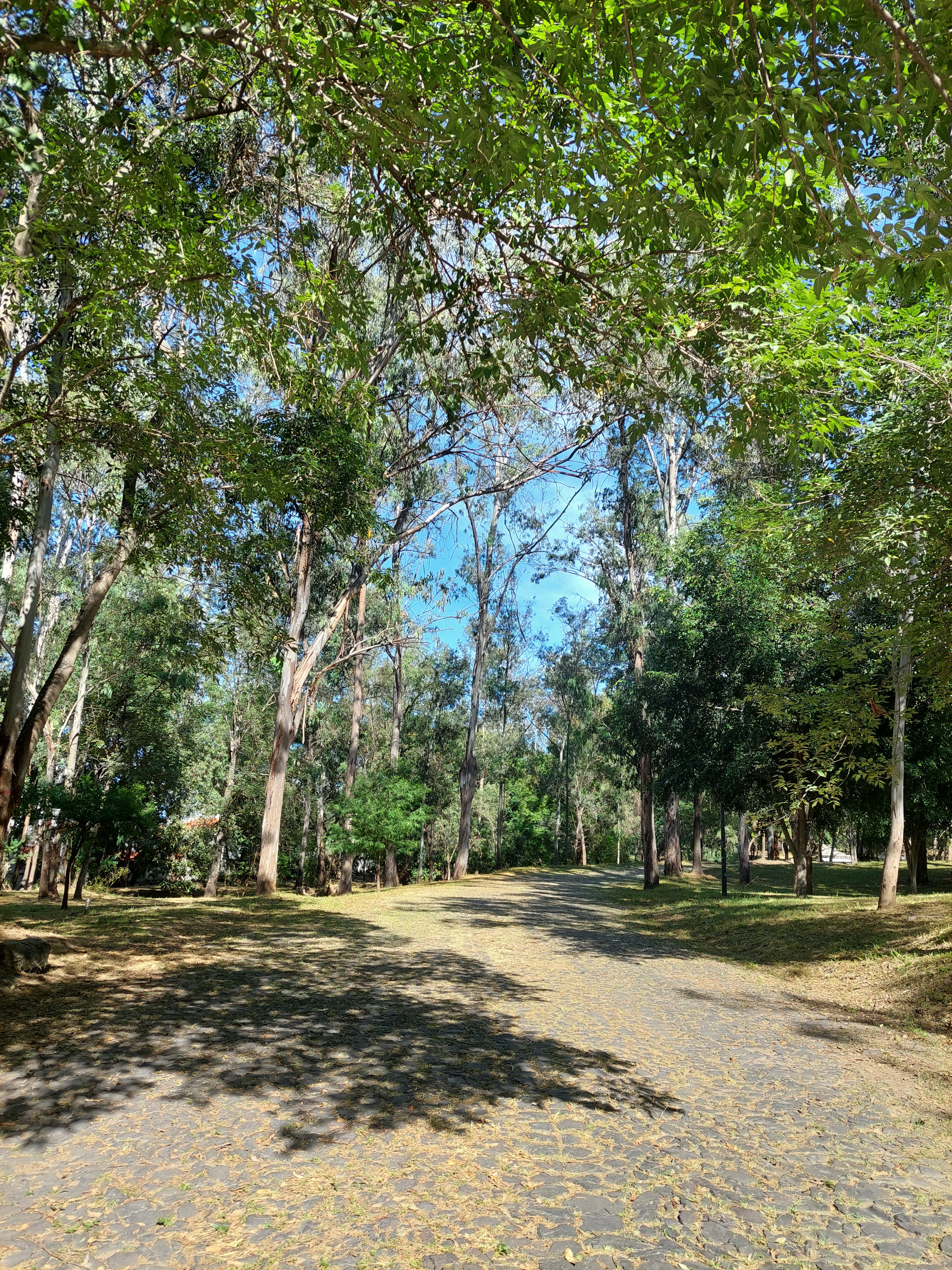
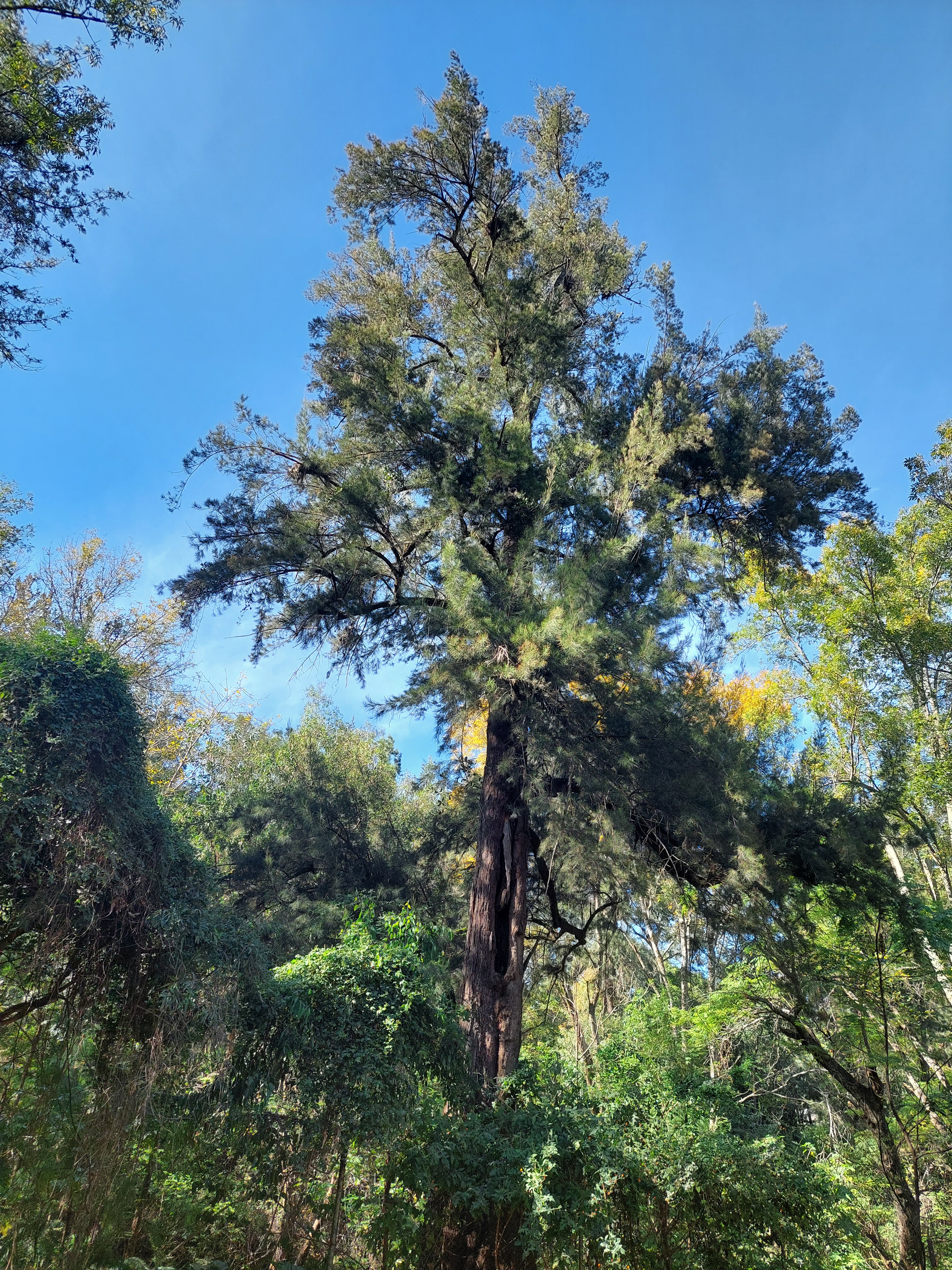
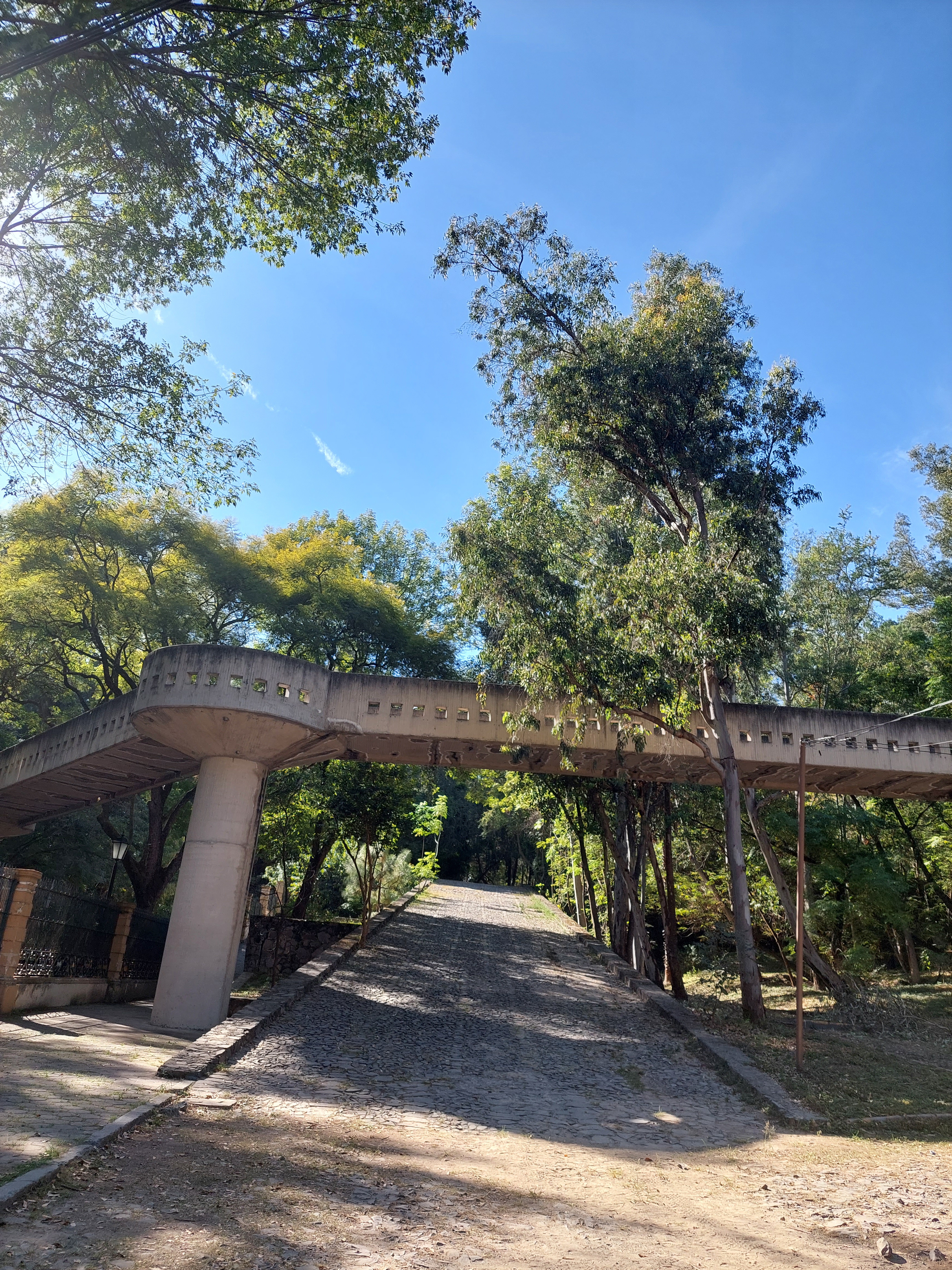
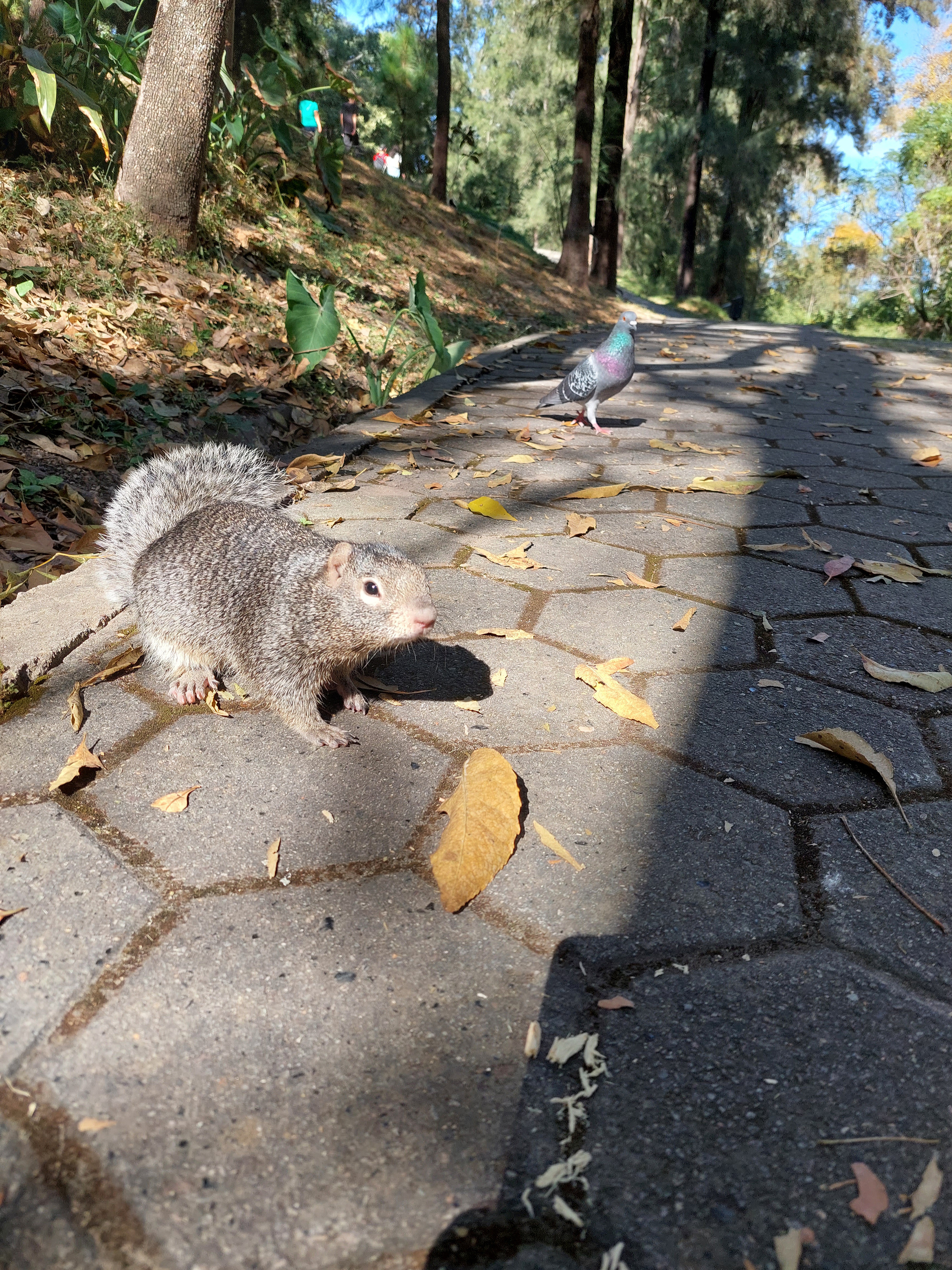
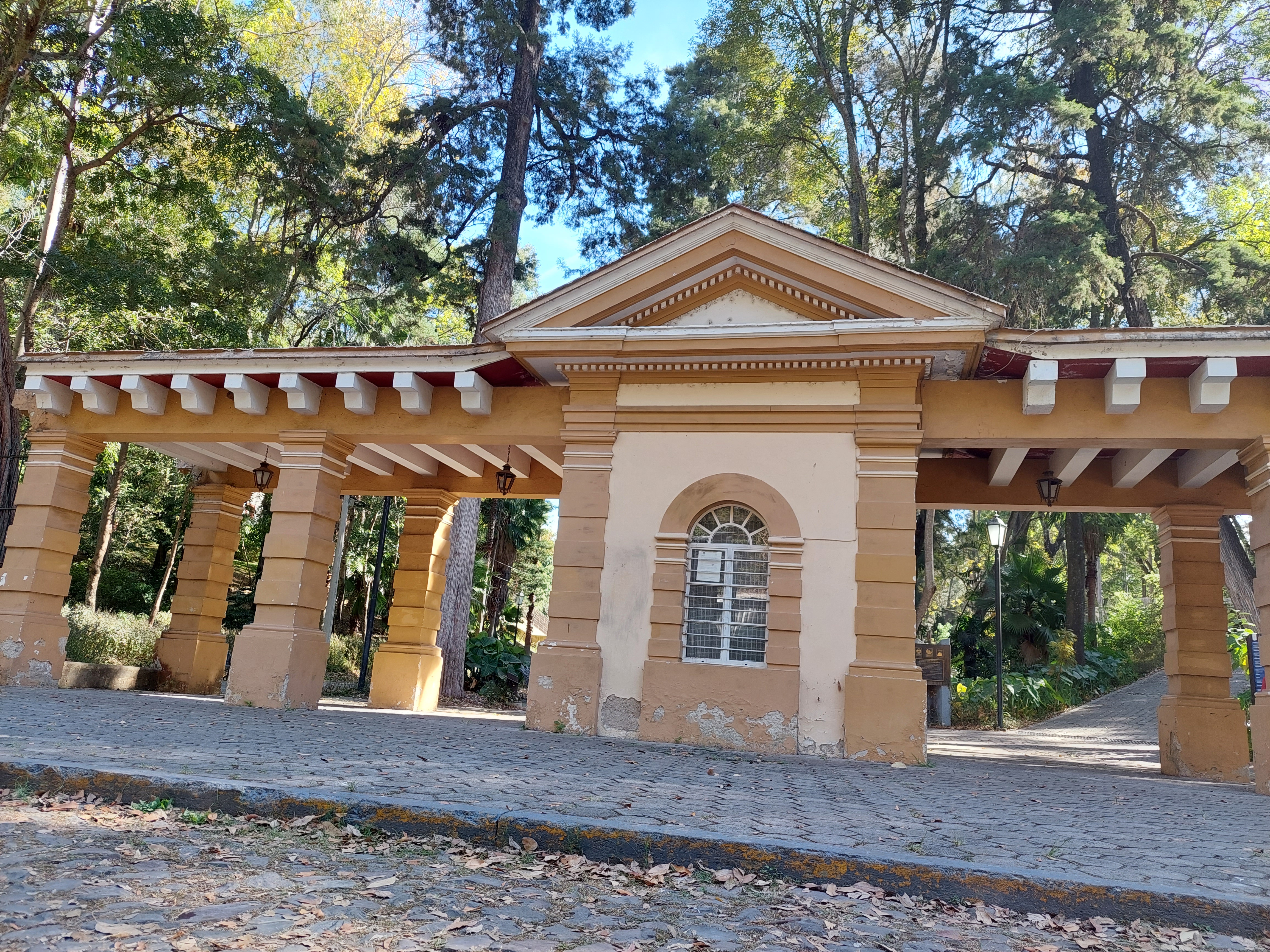
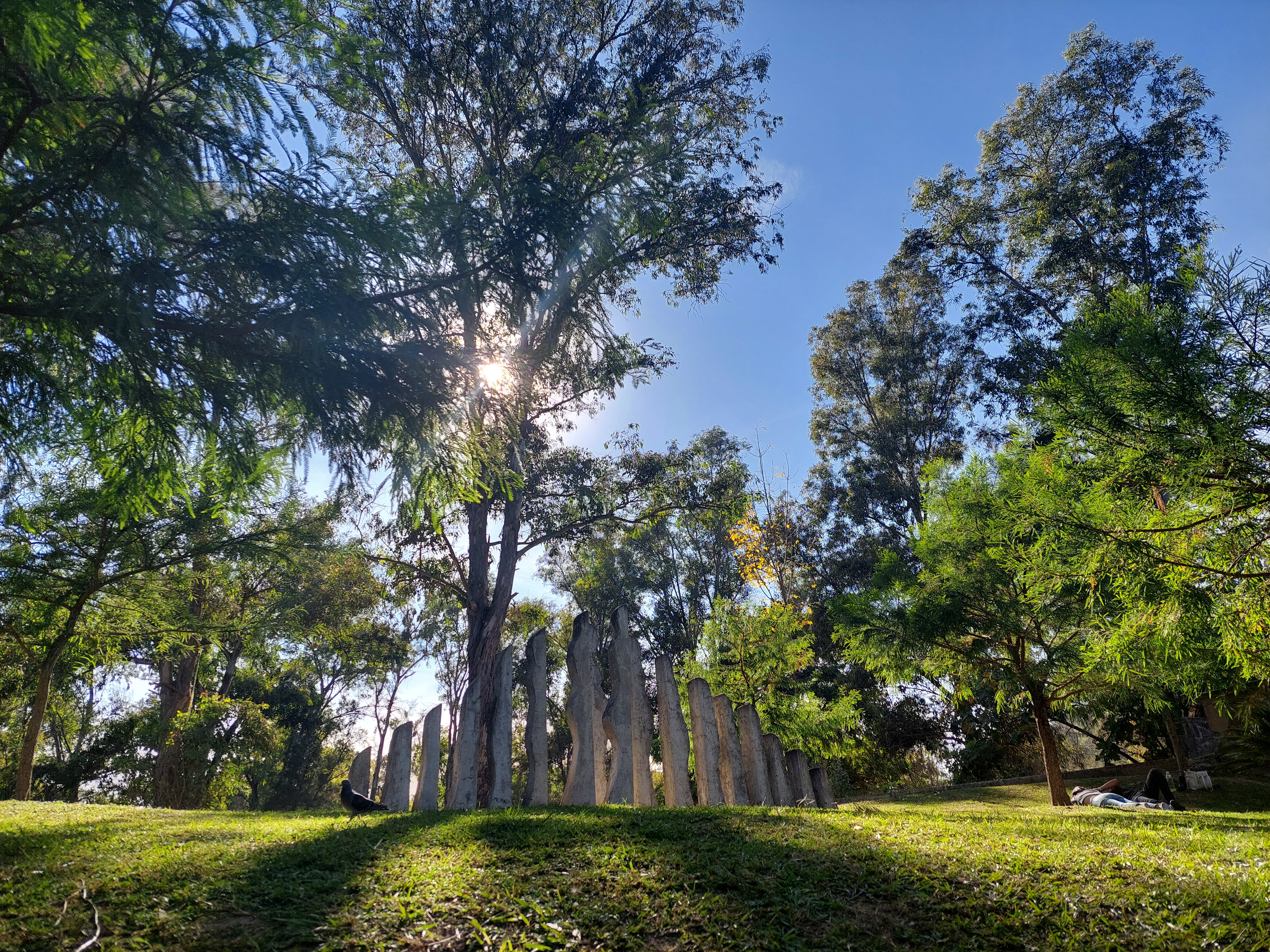
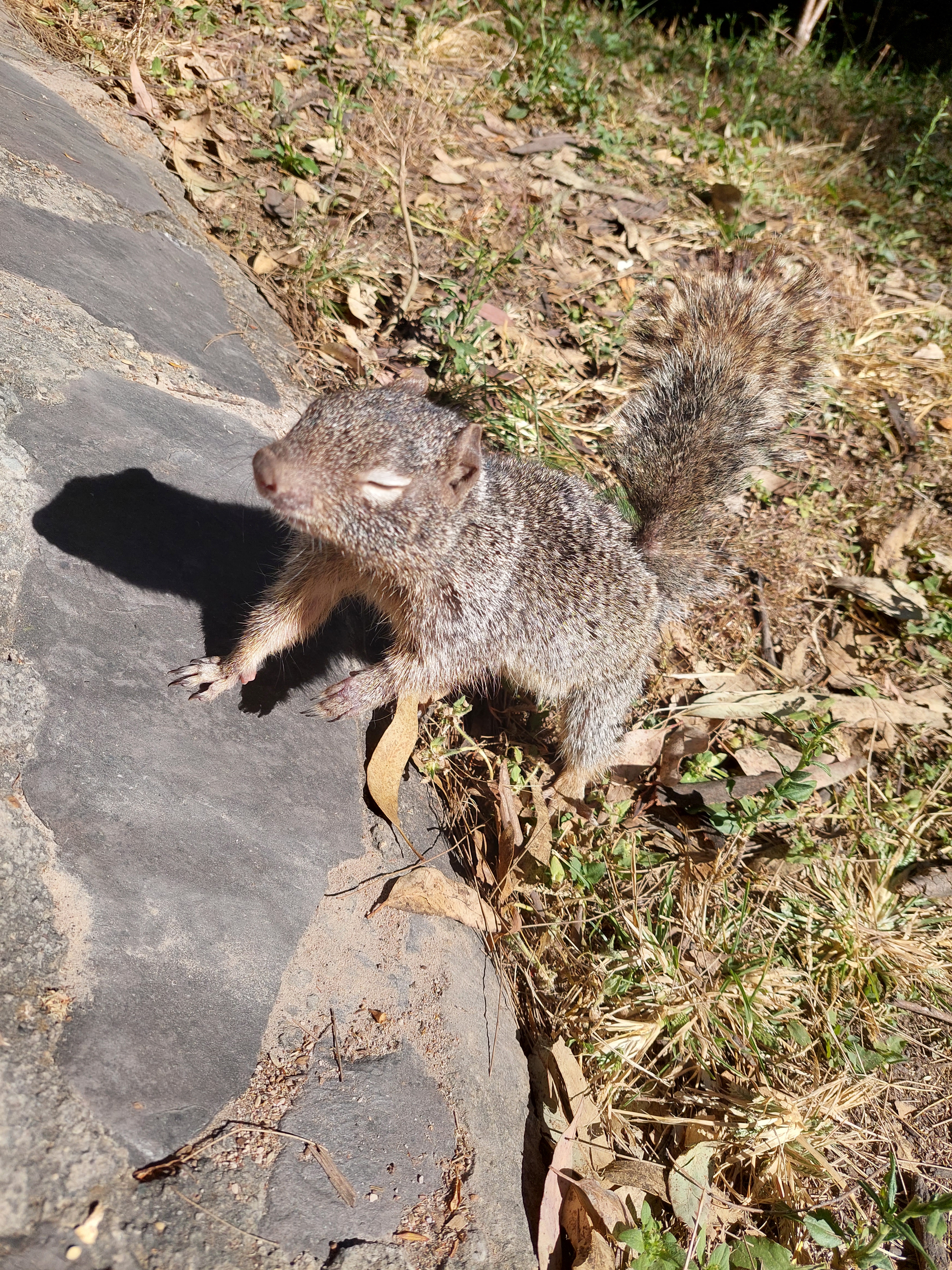
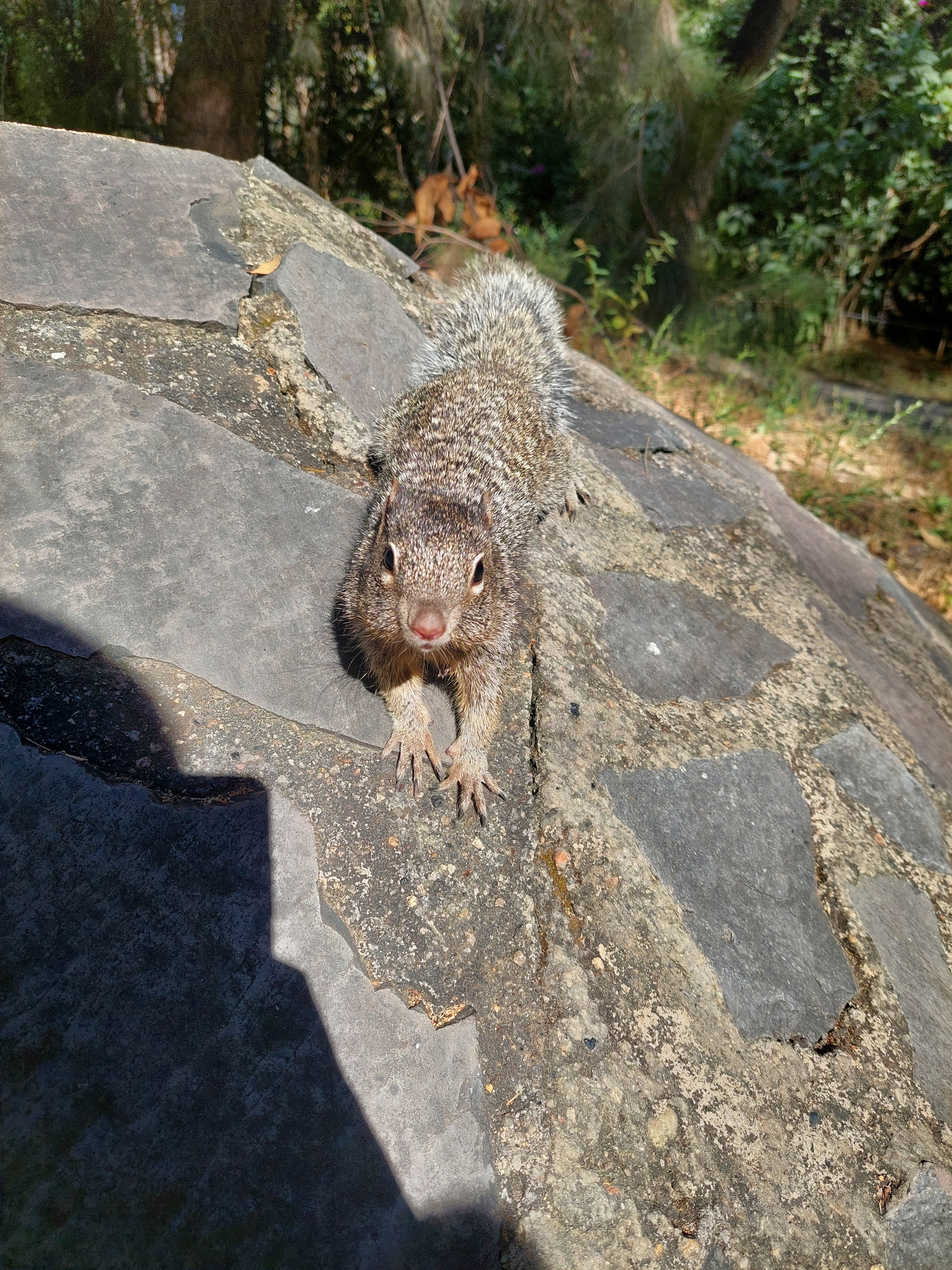
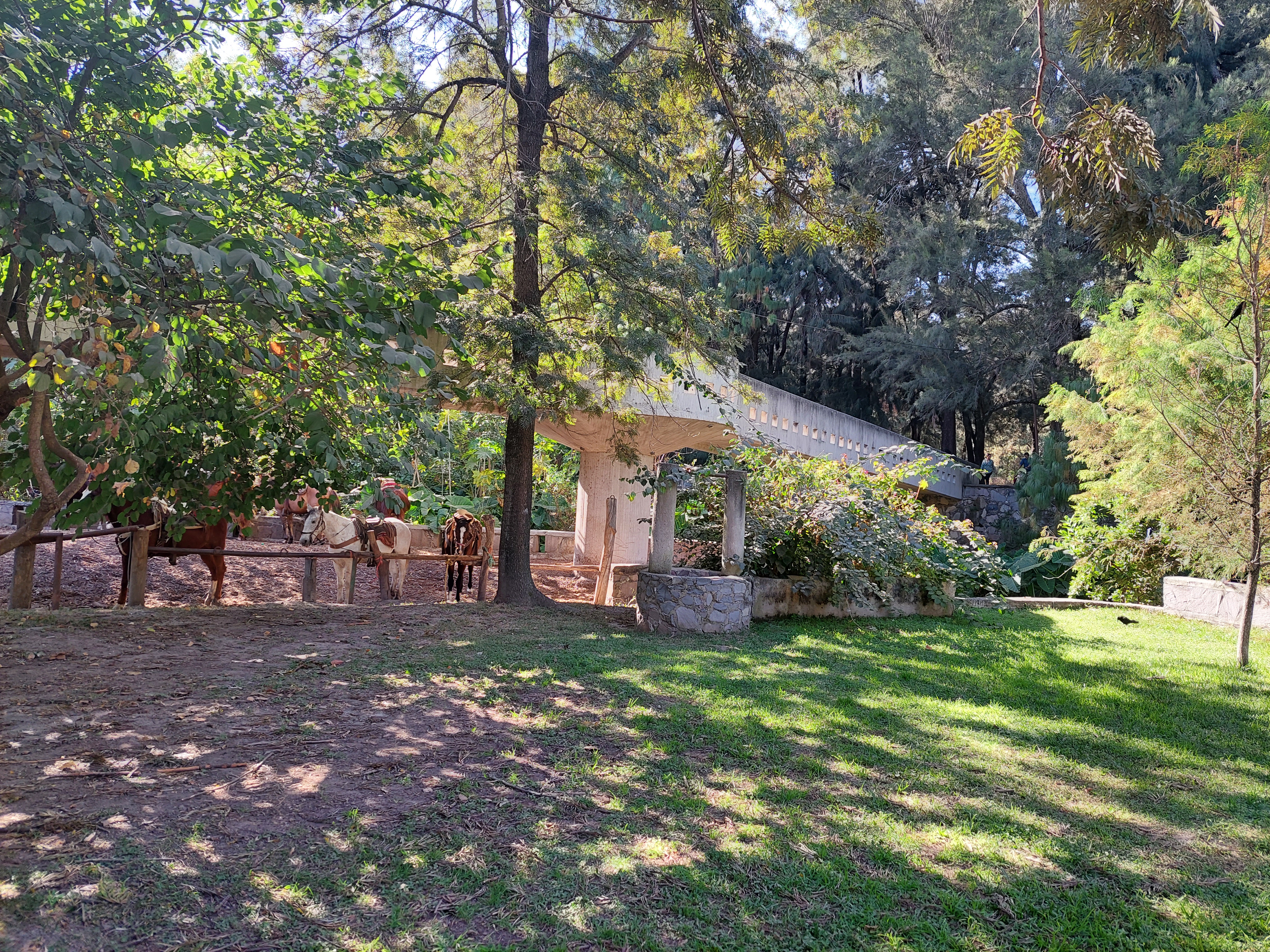

El bosque Colomos cuenta con 178 especies de fauna. 6 anfibios, 15 reptiles, 141 aves y 16 mamíferos,  mientras que su tipo de vegetación es bosque de pino y encino, bosque tropical caducifolio, bosque espinoso, bosque de galería, talar, vegetación flotante y vegetación sumergida. Las especies de flora y fauna se muestra en las siguientes tablas. 
| Flora                      | Flora                        |
| Nombre                     | Nombre científico            |
| -------------------------- | ---------------------------- |
| Cedros blancos             | Chamaecyparis thyoides       |
| Cedros                     | Cedrela odorata              |
| Helechos                   | Poly podiophyta              |
| Ocotes blancos             | Pinus montezamae             |
| Ocote colorado             | Pinus patula                 |
| Colorado                   | Schinopsis balansae          |
| Pino blanco                | Pinus strobus                |
| Pino azul                  | Pinus maximartinezzii        |
| Pino Ayacahuite            | Pinus ayacahuite             |
| Pino Ocote                 | Pinus oocarpa                |
| Pino Escobetón             | Pinus devoniana              |
| Araucarias                 | Araucarias araucana          |
| Algarrobo                  | Vachellia pennatula          |
| Mezquite blanco            | Prosopis laevigata           |
| Colorín                    | Erythrina coralloides        |
| Laureles                   | Laurus nobilis               |
| Durazno                    | Prunus persica               |
| Níspero chino              | Eriobotrya japonica          |
| Capulín                    | Prunus salicifolia           |
| Árbol del paraíso          | Melia azedarach              |
| Fresnos                    | Fraxinus uhdei               |
| Eucalipto                  | Eucalyptus                   |
| Eucalipto robusto          | Eucalyptus robusta           |
| Eucalipto azul australiano | Eucalyptus globulus          |
| Eucalipto australiano rojo | Eucalyptus camaldulensis     |
| Arrayán                    | Psidium sartorianum          |
| Guayabita del Perú         | Psidium cattleyanum          |
| Encino enano               | Quercus jonesii              |
| Casuarina                  | Causarina cunninghamiana     |
| Causarina australiana      | Causarina equisetifolia      |
| Laurel de la india         | Ficus benjamina              |
| Guanacaste                 | Enterolobium Cyclocarpum     |
| Huizache                   | Vachellia farnesiana         |
| Ahuehuetes                 | Taxodium mucronatum          |
| Tepehuaje                  | Lysiloma acapulcense         |
| Amatillo                   | Ficus pertusa                |
| Yucateco                   | Ficus microcarpa             |
| Púlida                     | Drymaria villosa             |
| Maravilla                  | Mirabilis jalapa             |
| Epazote                    | Dysphania ambrosioides       |
| Pluma                      | Iresine diffusa              |
| Pelusa                     | Iresine calea                |
| Tianguis                   | Iresine interrupta           |
| Cielitos                   | Ageratum corymbosum          |
| Tabaquillo                 | Critonia quadrangularis      |
| Azumiate                   | Baccharis salicifolia        |
| Árnica                     | Heterotheca inuloides        |
| Manzanilla cimarrona       | Aphanostephus ramoisissimus  |
| Hierba carnicera           | Erigeron bonariensis         |
| Hierba carnicera           | Erigeon canadensis           |
| Rastrojera                 | laennecia sophiifolia        |
| Estrellita                 | Galinsoga parviflora         |
| Escobilla                  | Milleria quinqueflora        |
| Zapote blanco              | Casimiroa edulis             |
| Lima Ácida                 | citrus aurantiifolia         |
| Naranjo                    | citris aurantium             |
| Lomonero                   | citrus limon                 |
| Naranjo enano japonés      | Citrus japónica              |
| Hierba de Tepozán          | Buddleja sessiflora          |
| Primavera                  | Roseodendron donnell-smithii |
| Verbena del litorial       | Verbena litoralis            |
| Alfombrilla de campo       | Glandularia bipinnatifida    |
| Hierba dulce               | Lippia umbellata             |
| Hoja de Sangre             | Hypoestes phyllostachya      |
| Cordeoncillo               | Elytraria Imbricata          |
| Cancerina                  | Plantago major               |
| Chicalote de Árbol         | Bocconia arborea             |
| Tinto                      | Cestrum tomentosum           |
| Dana de noche              | Cestrum nocturnum            |
| Tabaquillo sudamericano    | Nicotiana glauca             |
| Toloache                   | Datura stramonium            |
| Barba de chivo             | Solanum umbellatum           |
| Oreja de ratón             | Dichondra sericea            |
| Pochote                    | Ceiba aesculifolia           |
| Pasto pangola              | Digitaria ciliaris           |
| Zacate Africano buffel     | Cenchrus ciliaris            |
| Zacate azul                | Poa annua                    |
| Bromo de California        | Bromus carinatus             |
| Carrizo asiático gigante   | Arundo donax                 |
| Cola de ratón              | Sporabolus                   |
| Zacate de agua             | Eragrostis mexicana          |
| Gramas y navajitas         | Género bouteloua             |
| Pata de gallo              | Chloris radiata              |
| pata de gallo mexicano     | Chloris submutica            |
| Barbas de Indio            | Chloris vírgata              |
| Zacate de rodas            | Choloris gayana              |
| Hoja elegante              | Xanthosoma robustum          |
| Palma blanca               | washingtonia robusta         |
| Palma canaria              | Phoenix canariensis          |
| Flor pata de gallo         | Tínantia erecta              |

| Fauna                                         | Fauna                             |
| --------------------------------------------- | --------------------------------- |
| Nombre                                        | Nombre científico                 |
| Anfibios                                      |                                   |
| Sapo Gigante                                  | Rhinella marina                   |
| Rana toro                                     | Lithobates catesbeianus           |
| Rana Leopardo del noreste                     | Lithobates magnaocularis          |
| Rana Leopardo Neovolcánica                    | Lithobates neovolcanicus          |
| Rana fisgona deslumbrante                     | Eleutherodactylus nitidus         |
| Rana ladradora costeña                        | Craugastor occidentalis           |
| Reptiles                                      |                                   |
| Abaniquillo pañuelo del pacífico              | anolis nebulosus                  |
| Lagarto Escorpión de Arizona                  | Elgaria kingii                    |
| Iguana mexicana de cola espinosa              | Ctenosaura pectinata              |
| Iguana verde                                  | Iguana Iguana                     |
| Lagartija espinosa vientre blanco             | Sceloporus albiventris            |
| Huico pinto del noreste                       | Aspidoscelis gularis              |
| Culebra chirriadora neotropical               | Masticophis mentovarius           |
| Culebrita cabeza negra de bocourt             | Tantilla bocourti                 |
| Alicante                                      | Pituophis deppei sspdeppei        |
| Culebra bejuquilla mexicana                   | Oxybelis aeneus                   |
| Serpiente ciega afroasiática                  | Indotyphlops braminus             |
| Tortuga pecho quebrado mexicana               | Kinosternon integrum              |
| Tortuga pecho quebrado del altiplano mexicano | Kinosternon hirtipes ssp. murrayi |
| Tortuga pinta                                 | Trachemys scripta ssp. elegans    |
| Mamíferos                                     |                                   |
| Tlacuache Norteño                             | Didelphis virginiana              |
| Conejo serrano                                | Sylvilagus floridanus             |
| Ardilla vientre rojo                          | Sciurus aureogaster               |
| Ardillón de rocas                             | Otospermophilus variegatus        |
| Rata negra                                    | Rattus rattus                     |
| Ratón casero eurasiático                      | Mus musculus                      |
| Ratón cosechero leonado                       | Reithdontomys fulvescens          |
| murciélago frutero                            | Artibeus jamaicensis              |
| Murciélago frugívoro gigante                  | Artibeus lituratus                |
| Murciélago de charreteras                     | Sturnira ludovici                 |
| Murciélago lengüetón                          | Glossophaga soricina              |
| Murciélago orejón mexicano                    | Macrotus waterhousii              |
| Insectos                                      |                                   |
| Mariposa malaquita                            | Siproeta stelenes                 |
| Mariposa malaquita                            | Siproeta ssp. biplagiata          |
| Mariposa pasionaria                           | Dione moneta                      |
| Mariposa monarca                              | Danaus plexippus                  |
| Mariposa dormilona naranja                    | Abaeis nicippe                    |
| Polilla bruja                                 | Ascalapha odorata                 |
| Rayadora vigilante marrón                     | Dythemis sterilis                 |
| Peces con aletas radiadas                     |                                   |
| Carpa china                                   | Cyprinus rubrofuscus              |
| Carpa común europea                           | Cyprinus carpio                   |
| Arácnidos                                     |                                   |
| Araña de jardín bandeada                      | Argiope trifasciata               |
| Aves                                          |                                   |
| Garrapatero pijuy                             | Crotophaga sulcirostris           |
| Carpintero del desierto                       | Melanerpes uropygialis            |
| Carpintero cheje                              | Melanerpes aurifrons              |
| Carpintero moteado                            | Sphyrapicus varius                |
| Carpintero mexicano                           | Dryobates scalaris                |
| Loro corona lila                              | Amazona finschi                   |
| perico frente naranja                         | Eupsittula canicularis            |
| Lechuza de campanario                         | Tyto alba                         |
| Momoto corona canela                          | Momotus mexicanus                 |
| Martín pescador norteño                       | Megaceryle acyon                  |
| Martín pescador verde                         | Chloroceryle americano            |
| Paloma doméstica                              | Columba livia                     |
| Huilota común                                 | Zenaida macroura                  |
| Tortolita cola larga                          | Columbina inca                    |
| Zopilote aura                                 | Cathartes aura                    |
| Zopilote común                                | Coragyps atratus                  |
| Zambullidor menor                             | Tachybaptus dominicus             |
| Garza dedos dorados                           | Egretta thula                     |
| Garza blanca                                  | Ardea alba                        |
| Garza nocturna corona negra                   | Nycticorax nycticorax             |
| Garza ganadera                                | Bubulcus ibis                     |
| Garcita verde                                 | Butorides virescens               |
| Cernícalo americana                           | Falco sparverius                  |
| Chotacabras zumbón                            | Chordeiles minor                  |
| Chotacabras menor                             | Chordeiles acutipennis            |
| Colibrí corona violeta                        | Amazilia violiceps                |
| Colibrí berilo                                | Amazillia beryllina               |
| Zafiro orejas blancas                         | Hylocharis leucotis               |
| Colibrí pico ancho                            | Cynanthus latirostris             |
| Pato real                                     | Cairina moschata                  |
| Pato real doméstico                           | Cairina moschata var. domestica   |
| Gavilán pecho canela                          | Accipiter striatus                |
| Aguililla pecho rojo                          | Buteo lineatus                    |
| Aguililla cola roja                           | Buteo jamaicensis                 |
| Golondrina tijereta                           | Hirundo rustica                   |
| Golondrina alas aserradas                     | Stelgidopteryx serripennis        |
| Tordo ojos rojos                              | Molothrus aeneus                  |
| Tordo cabeza café                             | Molothrus ater                    |
| Calandria de Wagler                           | Icterus wagleri                   |
| Calandria dorso negro menor                   | Icterus cacullatus                |
| Calandria dorso rayado                        | Icterus pustulatus                |
| Calandria cejas naranjas                      | Icterus bullockii                 |
| Zanate Mayor                                  | Quiscalus mexicanus               |
| Verdugo Americano                             | Lanius ludovicianus               |
| Gorrión Doméstico                             | Passer domesticus                 |
| Saltapared barranqueño                        | Catherpes mexicanus               |
| Saltapared común                              | Troglodytes aedon                 |
| Saltapared cola larga                         | Thryomanes bewickii               |
| Mirlo dorso canela                            | Turdus rufopalliatus              |
| Mirlo primavera                               | Turdus migratorius                |
| Zorzal cola canela                            | Catharus guttatus                 |
| Clarín jilguero                               | Mydastes occidentalis             |
| Vireo plomizo                                 | Vireo plumbeus                    |
| Reyezuelo matraquita                          | Regulus calendula                 |
| Capulinero gris                               | Ptiliogonys cinereus              |
| Gorrión arlequín                              | Chondestes grammacus              |
| Gorrión de Lincoln                            | Melospiza lincolnii               |
| Gorrión cejas blancas                         | Spizella passerina                |
| Rascador viejita                              | Melozone fusca                    |
| Rascador nuca canela                          | Melozone kieneri                  |
| Chipe grande                                  | Icteria virens                    |
| Centzontle norteño                            | Mimus polyglottos                 |
| Cuicacoche pico curvo                         | Toxostoma curvirostre             |
| Mulato azul                                   | Melanotis caerulescens            |
| Picogordo azul                                | Passerina caerulea                |
| Picogordo tigrillo                            | Pheucticus melanocephalus         |
| Piranga roja                                  | Piranga rubra                     |
| Piranga capucha roja                          | Piranga ludoviciana               |
| Piranga encinera                              | Piranga flava                     |
| Chipe corona negra                            | Cardellina pusilla                |
| Pavito migratorio                             | Setophaga ruticilla               |
| Chipe amarillo                                | Setophaga petechia                |
| Chipe rabadilla amarilla                      | Setophaga coronata                |
| Chipe negrogris                               | Setophaga nigrescens              |
| Chipe de townsend                             | Setophaga townsendi               |
| Chipe cabeza amarilla                         | Setophaga occidentalis            |
| Chipe trepador                                | Mniotilta varia                   |
| Pavito alas blancas                           | Myioborus pictus                  |
| Chipe lores negros                            | Geothlypis tolmiei                |
| Chipe cabeza gris                             | Leiohlypis ruficapilla            |
| Chipe oliváceo                                | Leiothlypis celata                |
| Perlita azulgrís                              | Polioptila caerulea               |
| Chinito                                       | Bombycilla cedrorum               |
| Chara de san blas                             | Cyanocorax sanblasianus           |
| Jilguerito dominico                           | Spinus psaltria                   |
| pinzón mexicano                               | Haemorhous mexicanus              |
| Papamoscas José María                         | Contopus pertinax                 |
| Papamoscas copetón                            | Mitrephanes phaeocercus           |
| Papamoscas cardenalito                        | Pyrocephahus rubinus              |
| Papamoscas chico                              | Empidonax minimus                 |
| Papamoscas de hammond                         | Empidomax hammondii               |
| Tirano chibiú                                 | Tyrannus vociferans               |
| Tirano pico grueso                            | Tyrannus crassirostris            |
| Tirano pirirí                                 | Tyrannus melancholicus            |
| Tirano pálido                                 | Tyrannus verticalis               |
| Luisito común                                 | Myiozetetes similis               |
| Luis bienteveo                                | Pitangus sulphuratus              |
| Mosquerito chillón                            | Camptostoma imberbe               |
| Papamoscas fibí                               | Sayornis phoebe                   |
| Papamoscas llanero                            | Sayornis saya                     |